# Llista de les illes d'Escòcia

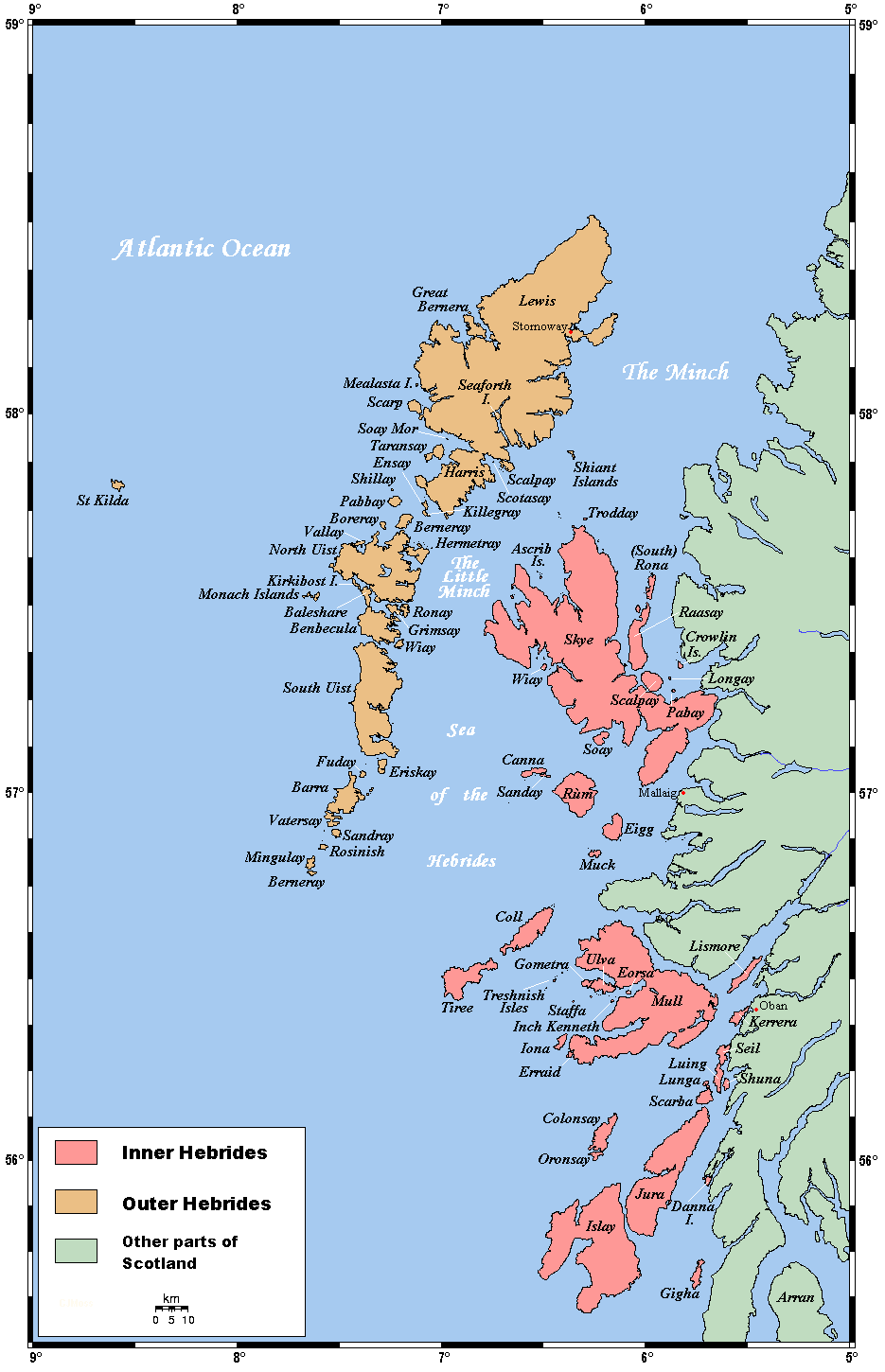
Mapa de les Hèbrides interiors i exteriors (Inner and Outer Hebrides)

Llista de d'illes d'Escòcia: Escòcia té nombroses illes i l'illa major forma part de la part septentrional de l'illa de la Gran Bretanya. L'oficina del General Register Office for Scotland defineix una illa com "una massa de terra envoltada per l'aigua, separada de la part principal d'Escòcia (from the Scottish mainland)", i aquesta definició no inclou illes enllaçades per ponts, i altres enginys humans.
Escòcia té unes 790 illes fora de la costa (offshore islands), la majoria de les quals es poden situar en quatre grups: Shetland, Orkney, i les Hèbrides, subdividides en les Inner Hebrides i les Outer Hebrides. També hi ha grups d'illes en el Firth de Clyde, Firth de Forth, i Solway Firth, i nombroses illetes en masses d'aigües dolces d'Escòcia incloent Lock Laomainn i Loch Maree.
L'illa més gran és Lewis and Harris que fa 2.179 km², i hi ha unes 200 illes més extenses de 40 hectàrees. D'entre elles són ben conegudes, malgrat ser petites, Staffa i les Flannan Isles. Unes 94 illes escoceses estan permanentment habitades, de les quals 89 són illes fora de la costa i entre els anys 2001 i 2011 la població total de les illes escoceses ha crescut un 4% fins a arribar a 103.702 habitants.
| Rang | Illa              | Autoritat local     | c. 1801          | 1841    | 1891    | 1931    | 1961    | 1981   | 2001   | 2011   |
| ---- | ----------------- | ------------------- | ---------------- | ------- | ------- | ------- | ------- | ------ | ------ | ------ |
| 1    | Lewis and Harris  | Na h-Eileanan Siar  | 12,164           | 20,046  | 30,726  | 28,042  | 24,107  | 22,476 | 19,918 | 21,031 |
| 2    | Mainland          | Shetland            |                  | 20,572  | 19,741  | 15,172  | 13,282  | 17,722 | 17,550 | 18,765 |
| 3    | Mainland (Orkney) | Orkney              |                  | 16.022  | 16.498  | 13.352  | 13.495  | 14.000 | 15.315 | 17.162 |
| 4    | Skye              | Consell de Highland | 14.470 (el 1794) | 23.082  | 15.705  | 9.908   | 7.479   | 7.276  | 9.232  | 10.008 |
| 5    | Bute              | Argyll and Bute     | 4.759 (el 1792)  | 7.147   | 11.735  | 12.112  | 9,793   | 7,306  | 7,228  | 6,498  |
| 6    | Arran             | North Ayrshire      | 5,804 (in 1792)  | 6,241   | 4,730   | 4,506   | 3,700   | 3,845  | 5,045  | 4,629  |
| 7    | Islay             | Argyll and Bute     | 9,500 (in 1792)  | 15,772  | 7,375   | 4,970   | 3,860   | 3,792  | 3,457  | 3,228  |
| 8    | Mull              | Argyll and Bute     | 8,016 (in 1794)  | 8,316   | 4,691   | 2,903   | 2,154   | 2,197  | 2,667  | 2,800  |
| 9    | South Uist        | Na h-Eileanan Siar  |                  | 5,093   | 3,708   | 2,810   | 2,376   | 2,231  | 1,818  | 1,754  |
| 10   | Great Cumbrae     | North Ayrshire      | 509 (in 1793)    | 1,413   | 1,784   | 2,144   | 1,638   | 1,300  | 1,434  | 1,376  |
|      | TOTAL             |                     |                  | 123,704 | 116,693 | 95,919  | 81,884  | 82,145 | 83,664 | 87,251 |
|      | Variació          |                     |                  |         | (5,7%)  | (17,8%) | (14,6%) | 0,3%   | 1,8%   | 4,3%   |

## Llista d'illes més grans de 40 hectàrees
Els grups d'illes són: Firth of Clyde, Islay, Firth of Lorn, Illa de Mull, Small Isles, Skye, Lewis and Harris, Uists i Barra, St Kilda, Orkney, Shetland i Firth of Forth. "F" designa una illa d'aigua dolça.
Les illes d'escòcia inclouen 15 Munros (muntanyes de més de 3000 peus o 914.4 metres), 12 dels munros es troben a Skye, i un total de 227 Marilyns (turons de prominència relativament alta) d'almenys 150 metres sense considerar la seva alçada absoluta.

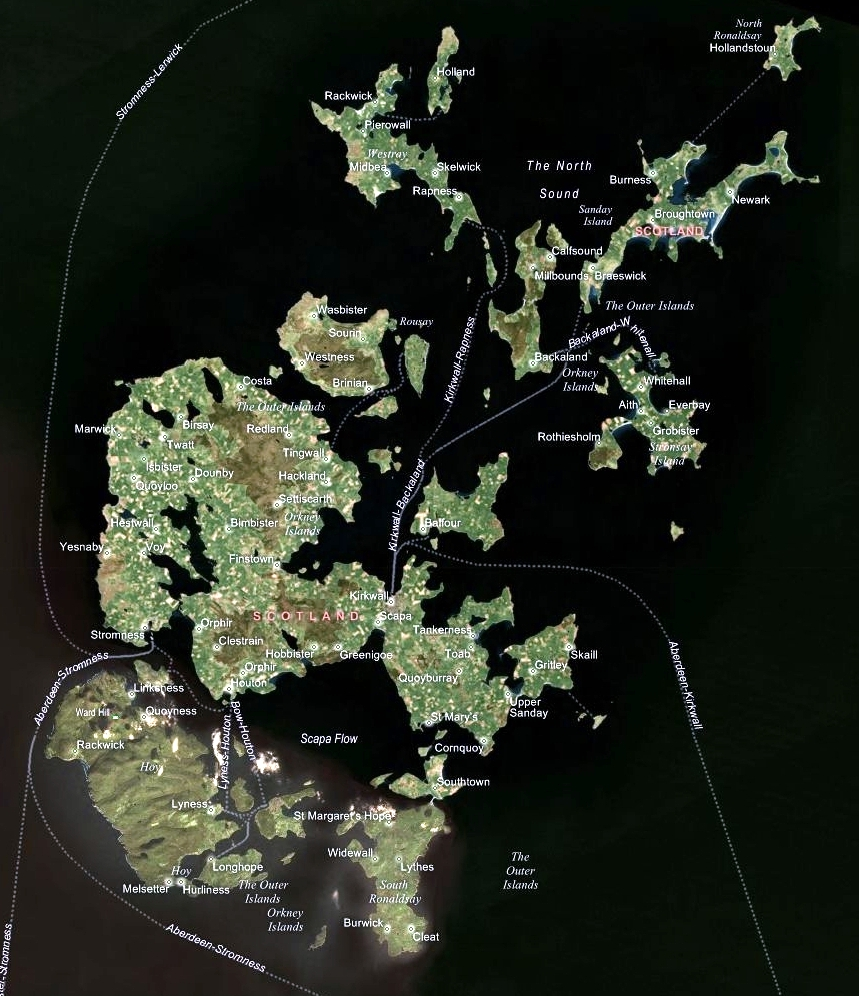
Orkney

Arxipèlag de les Shetland

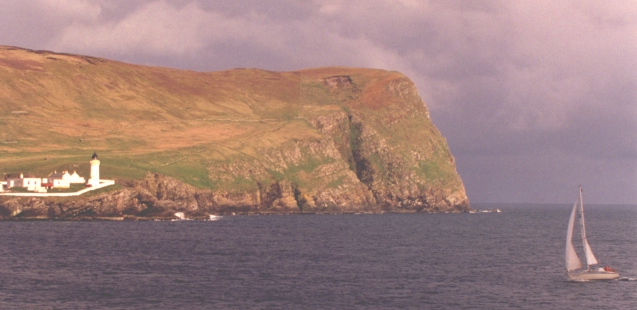
Far de Bressay e a Kirkabister Ness, Shetland

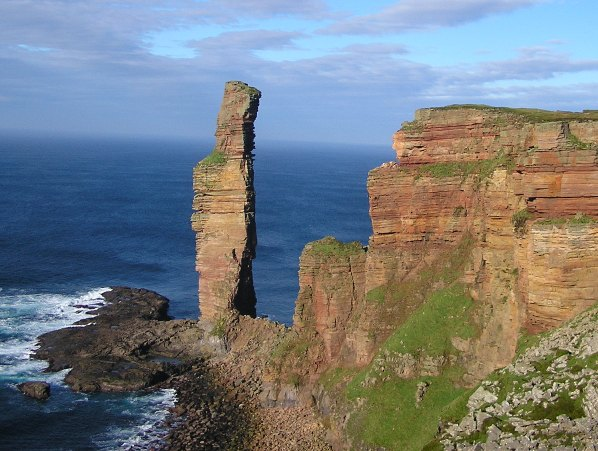
L'Old Man of Hoy, Orkney, a 137 metres

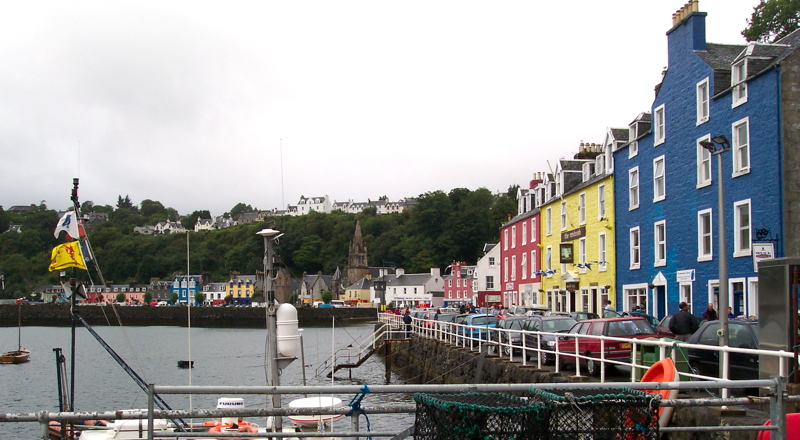
Port de Tobermory, Illa de Mull

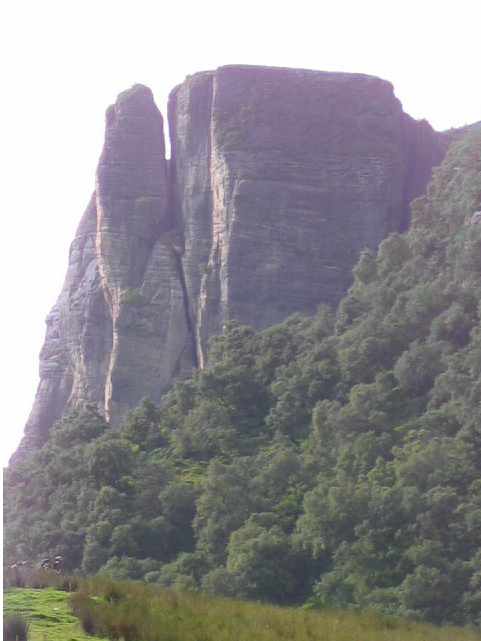
Penya-segats de Creag na Bruaich, Raasay

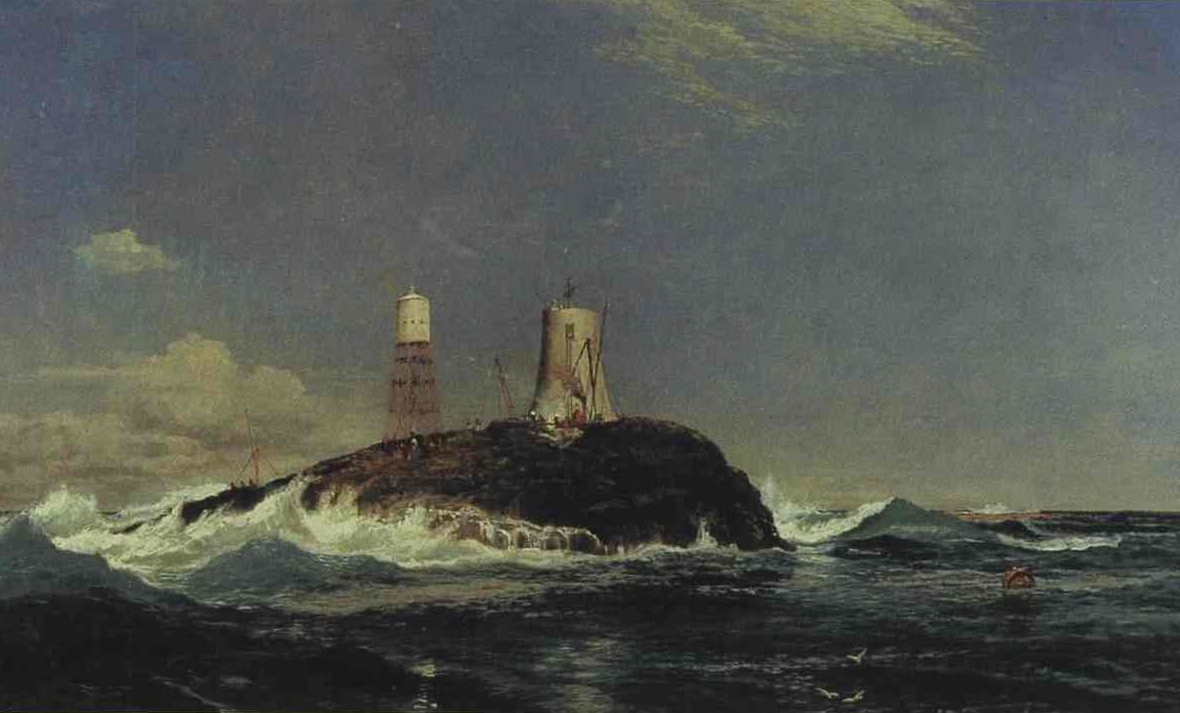
Far de Dhu Heartach (1822-1878).

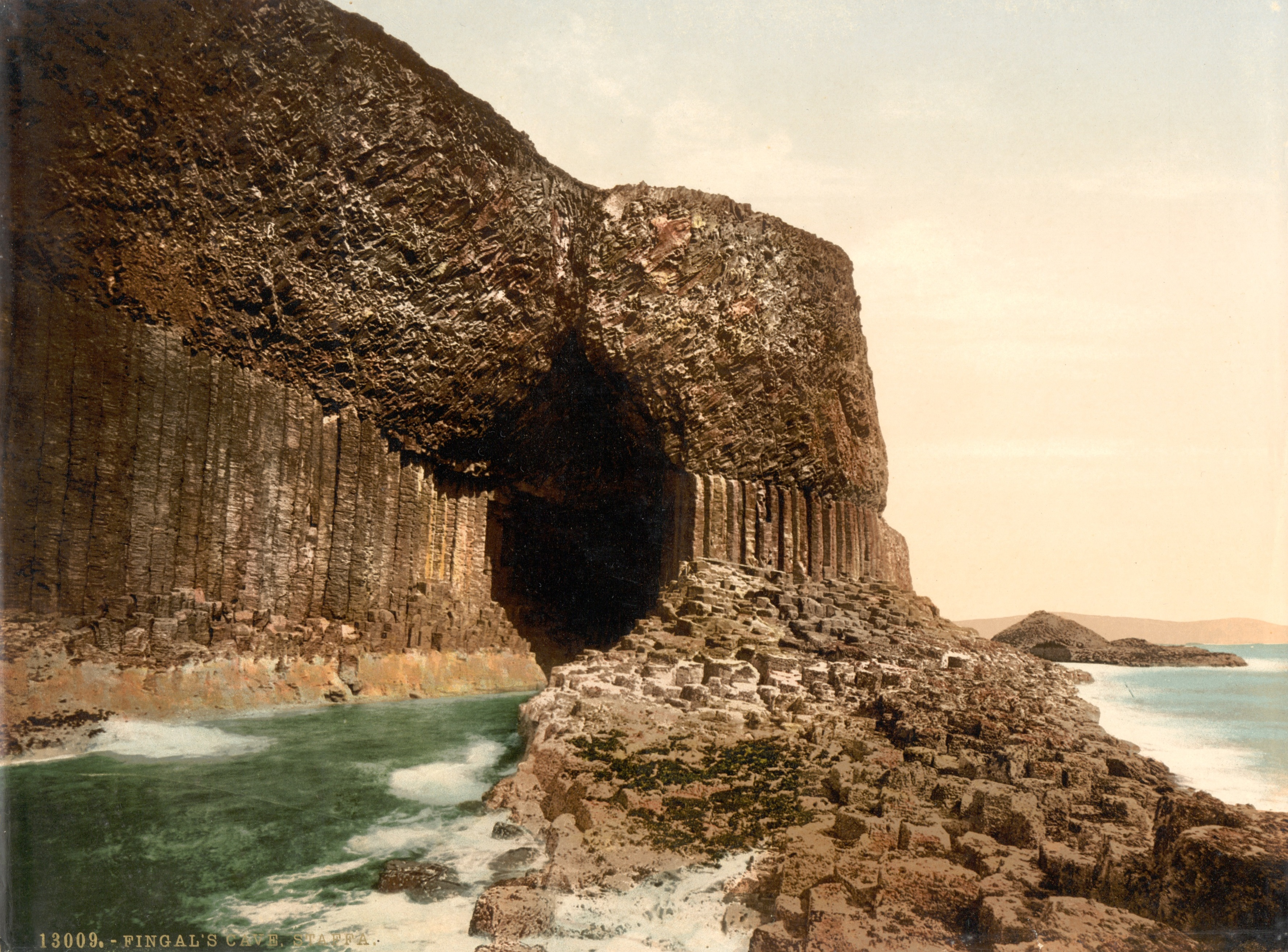
Fingal's Cave, Staffa

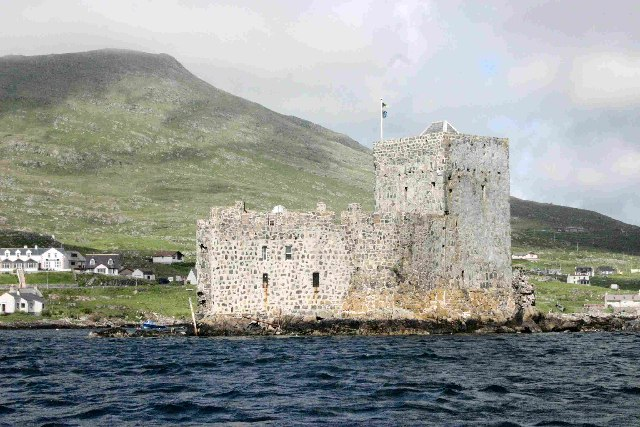
KisimulCastle, Barra

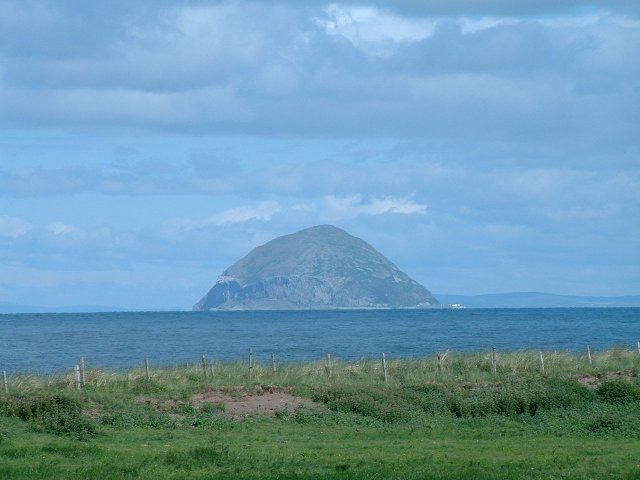
Ailsa Craig

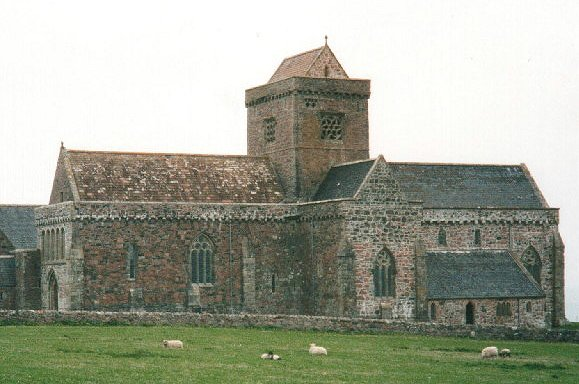
Abadia d'Iona

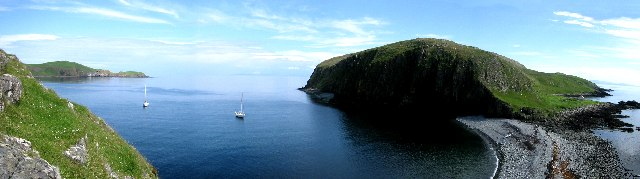
Shiant Isles

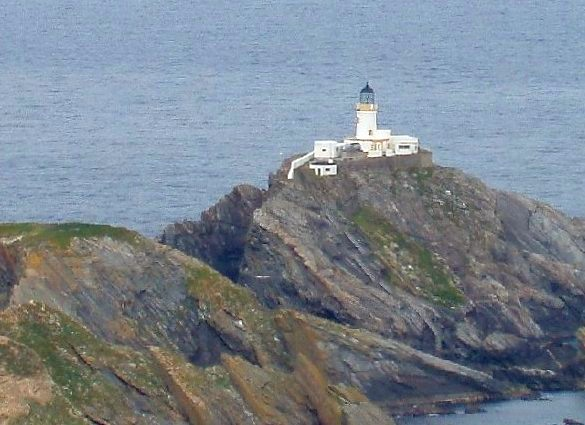
Far de Muckle Flugga, Shetland

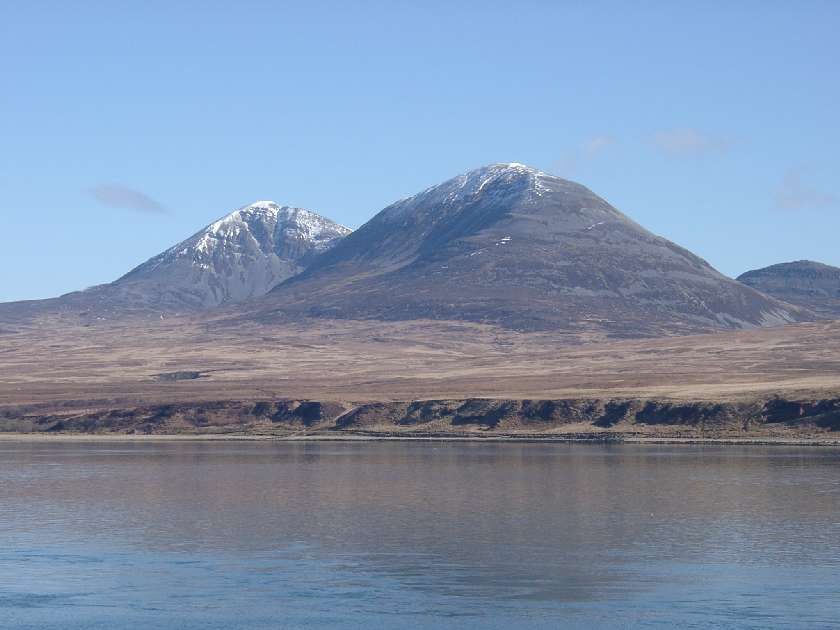
Dos dels Paps de Jura. Photo by John Shaw

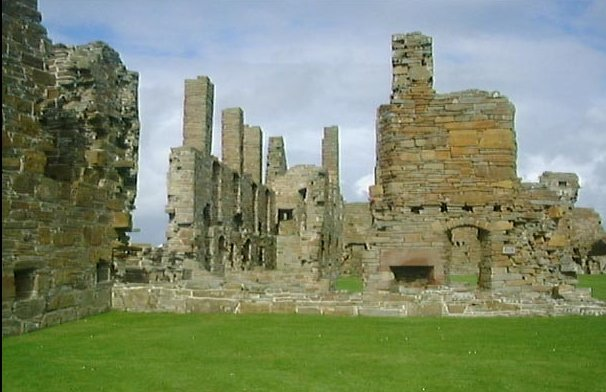
L'Earl's Palace, Birsay, Orkney

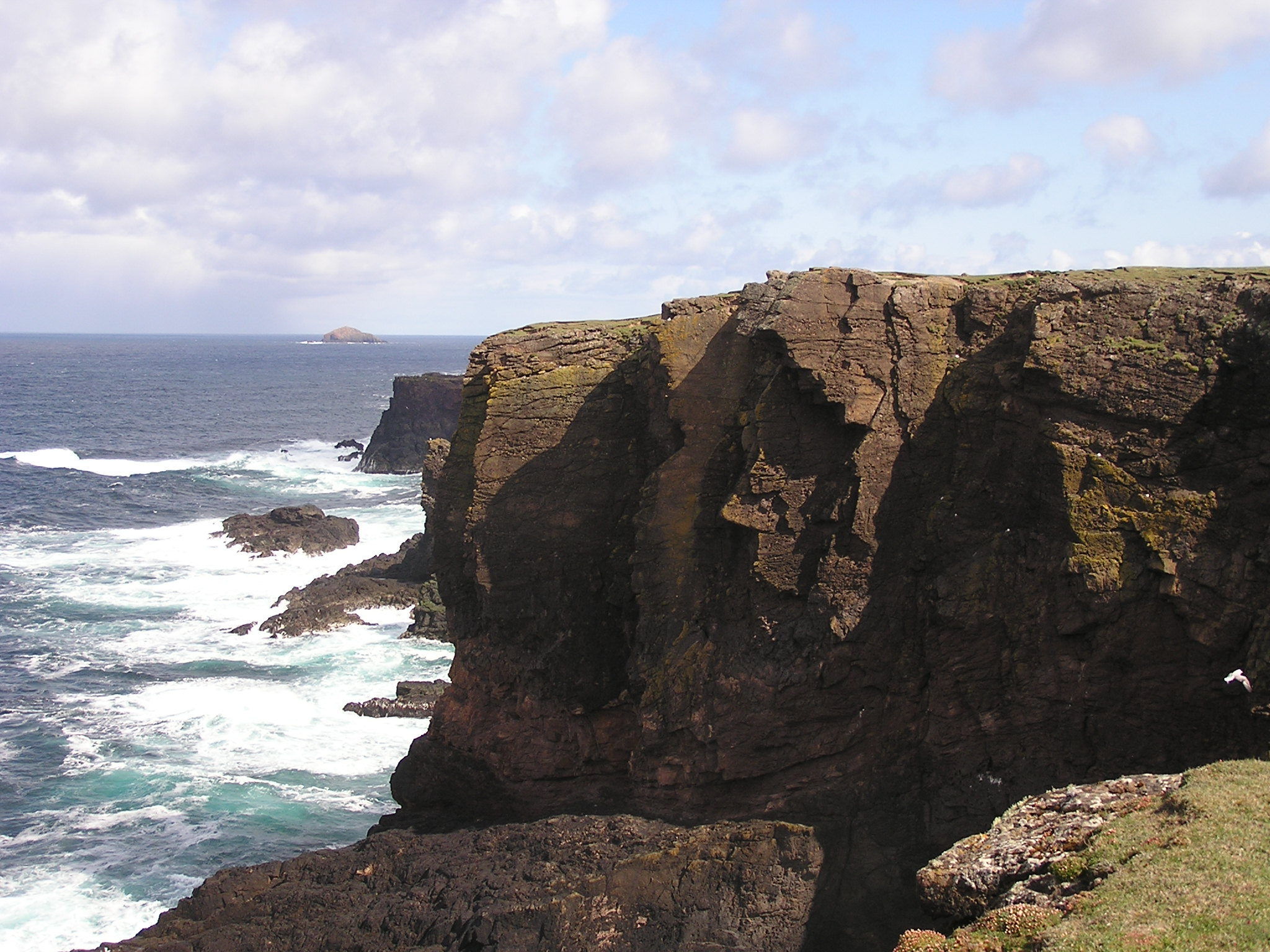
Penya-segats d'Eshaness, North Mainland (Shetland)

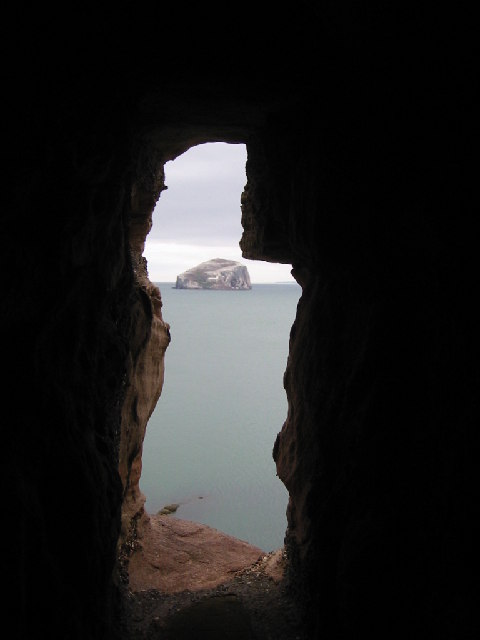
Bass Rock del Tantallon Castle

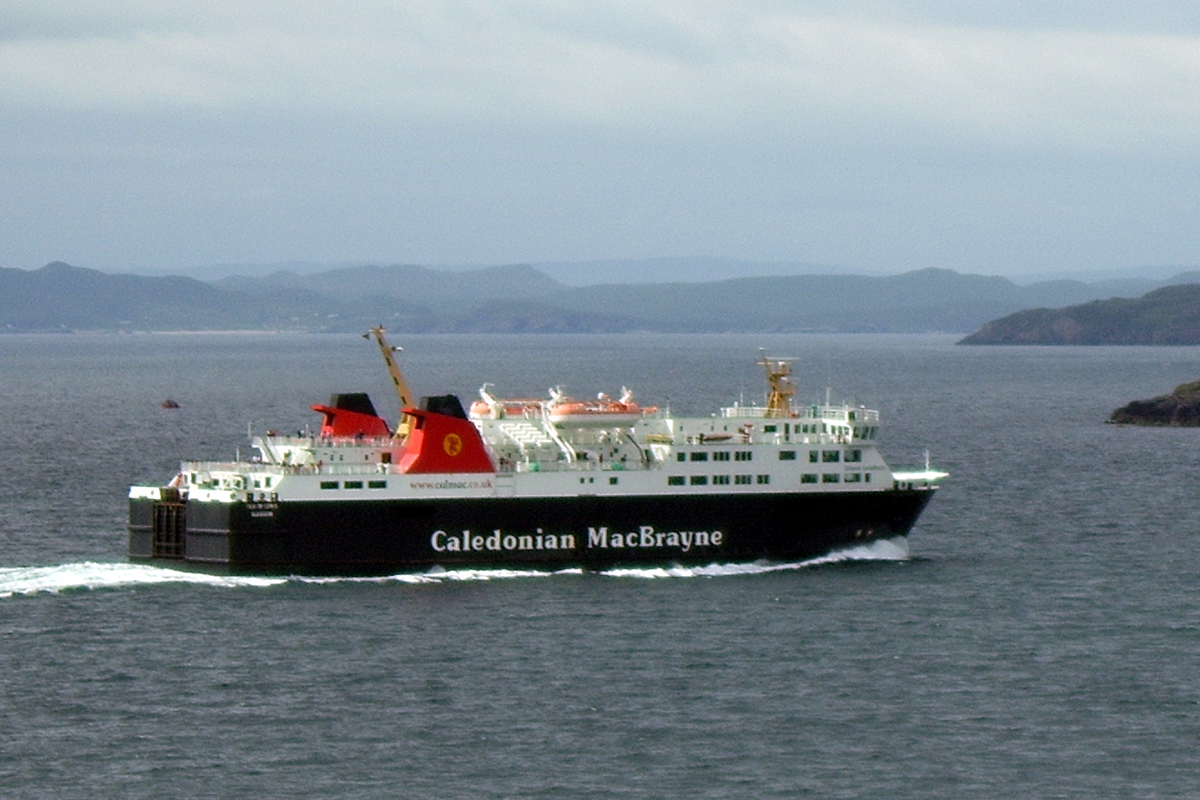
MV Isle of Lewis a The Minch

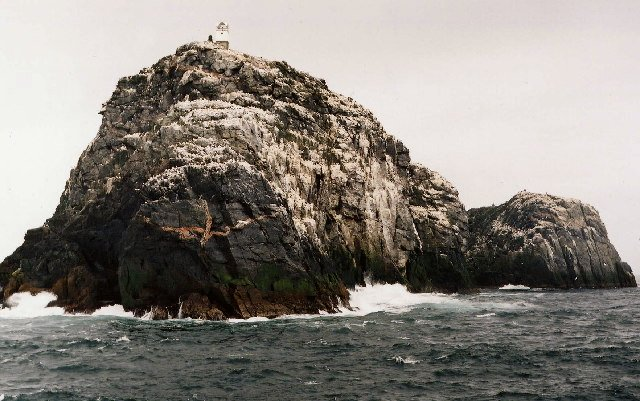
Sula Sgeir.

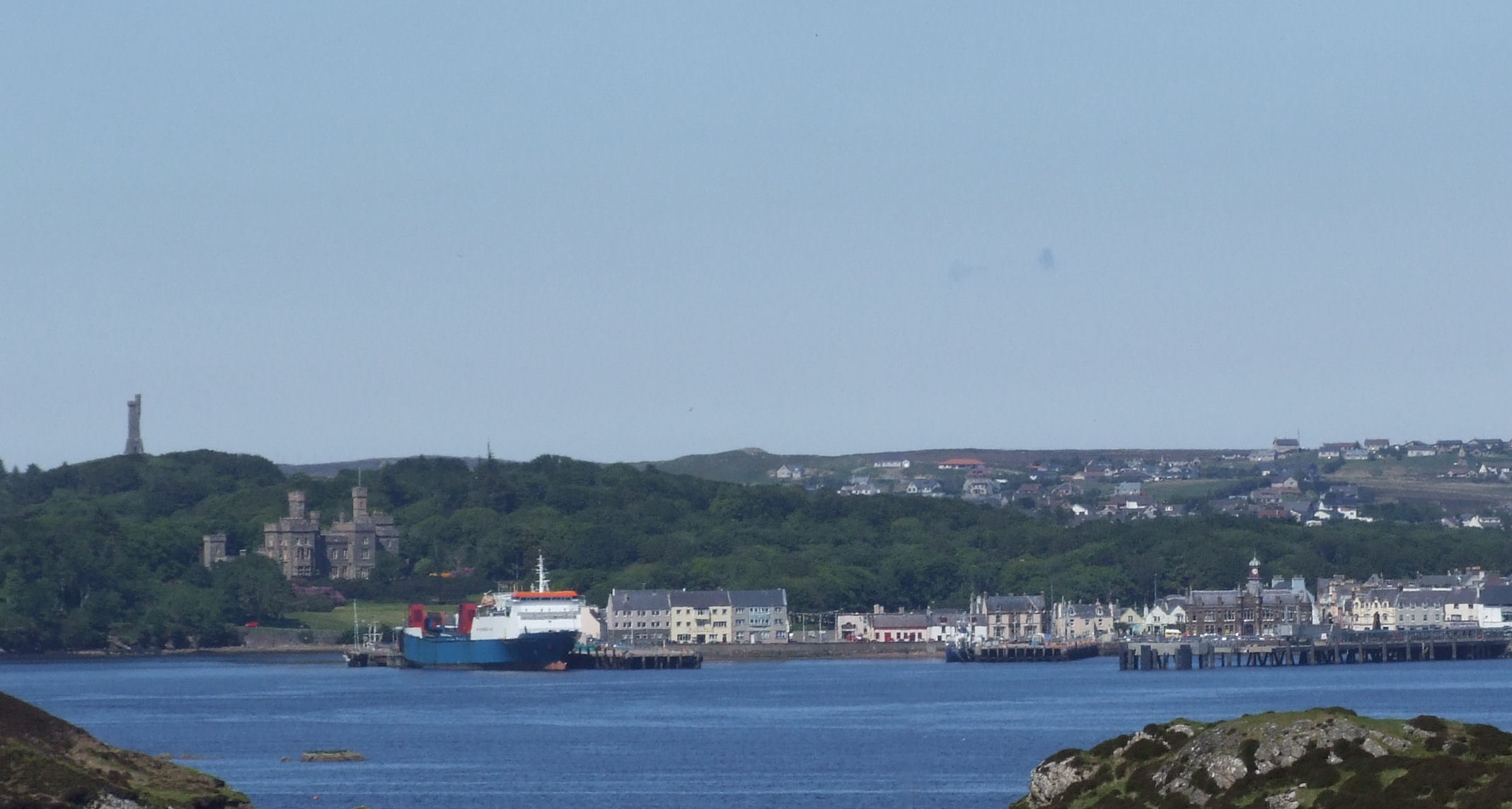
Port de Stornoway, Lewis

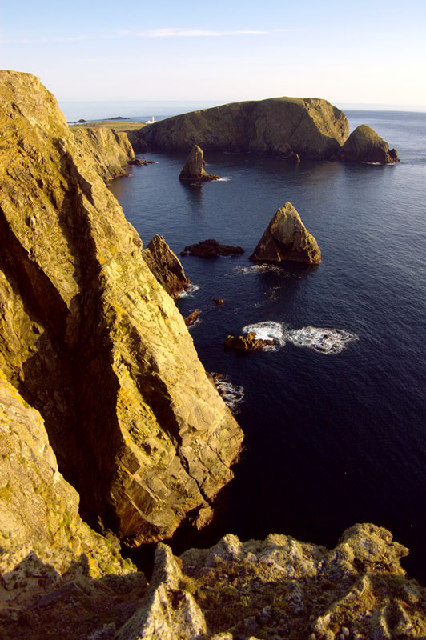
Fair Isle

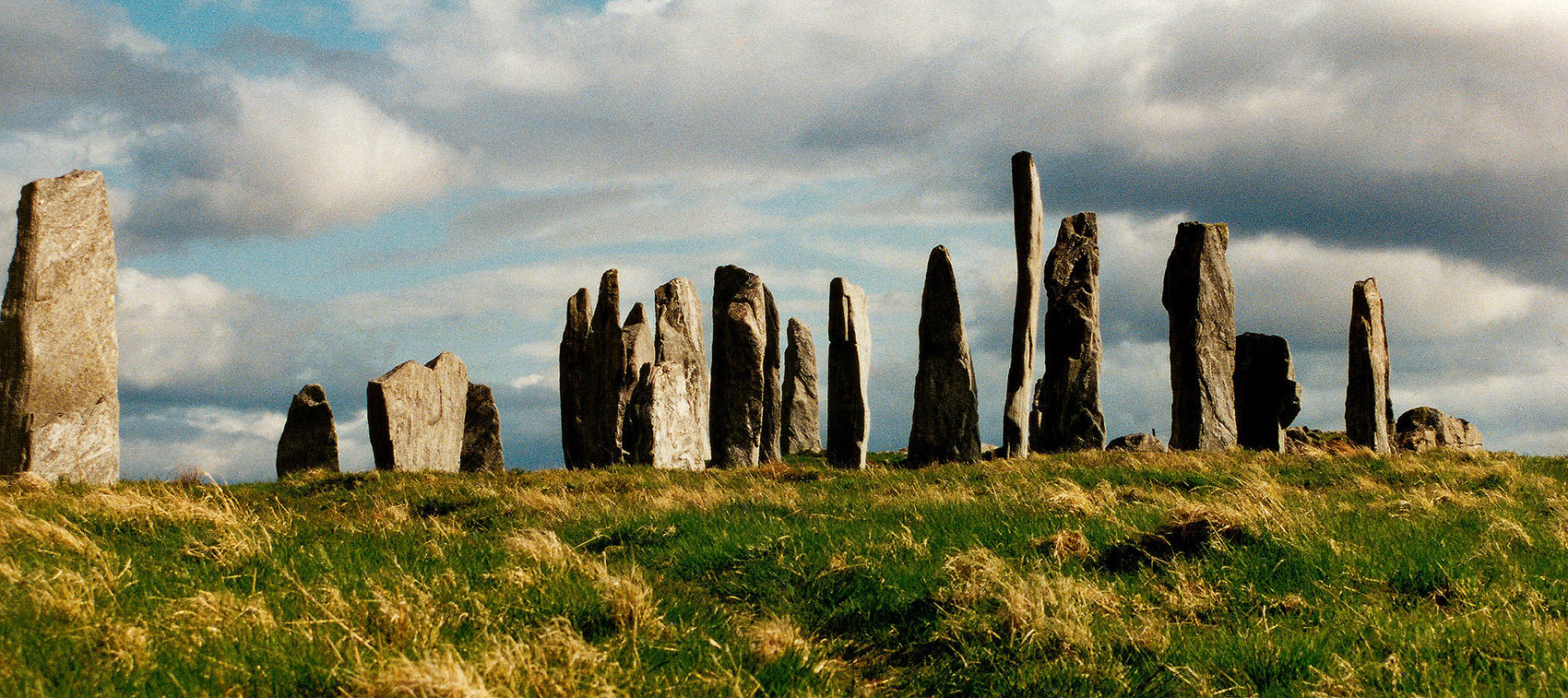
Callanish, Lewis

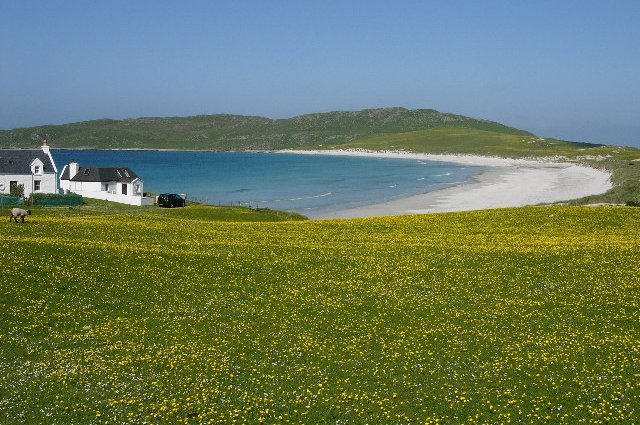
Machair a Balephuil Bay, Tiree

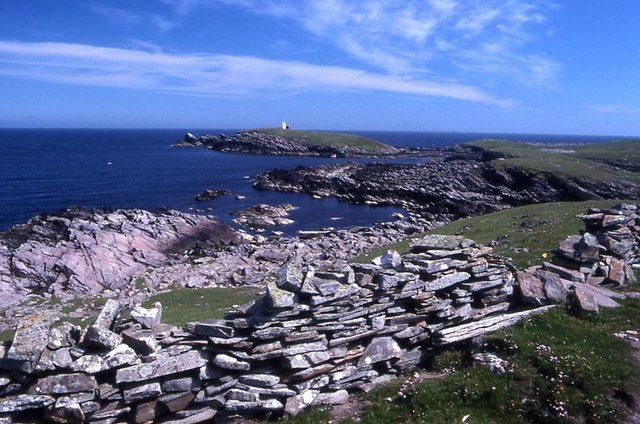
Costa oriental de Mousa cap a Peerie Bard.

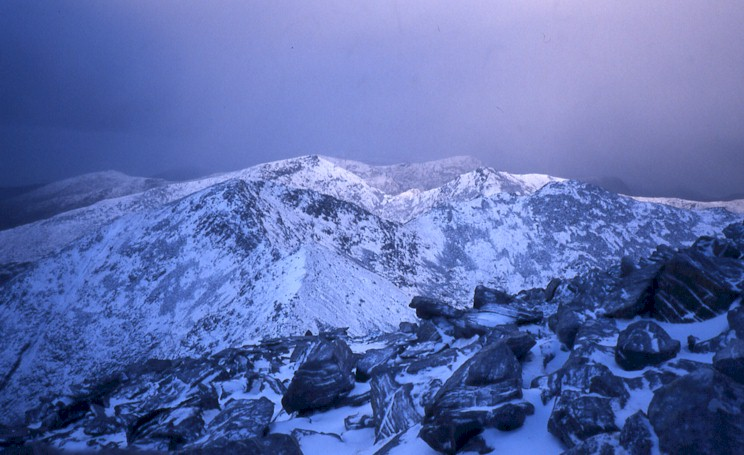
Clisham, Harris

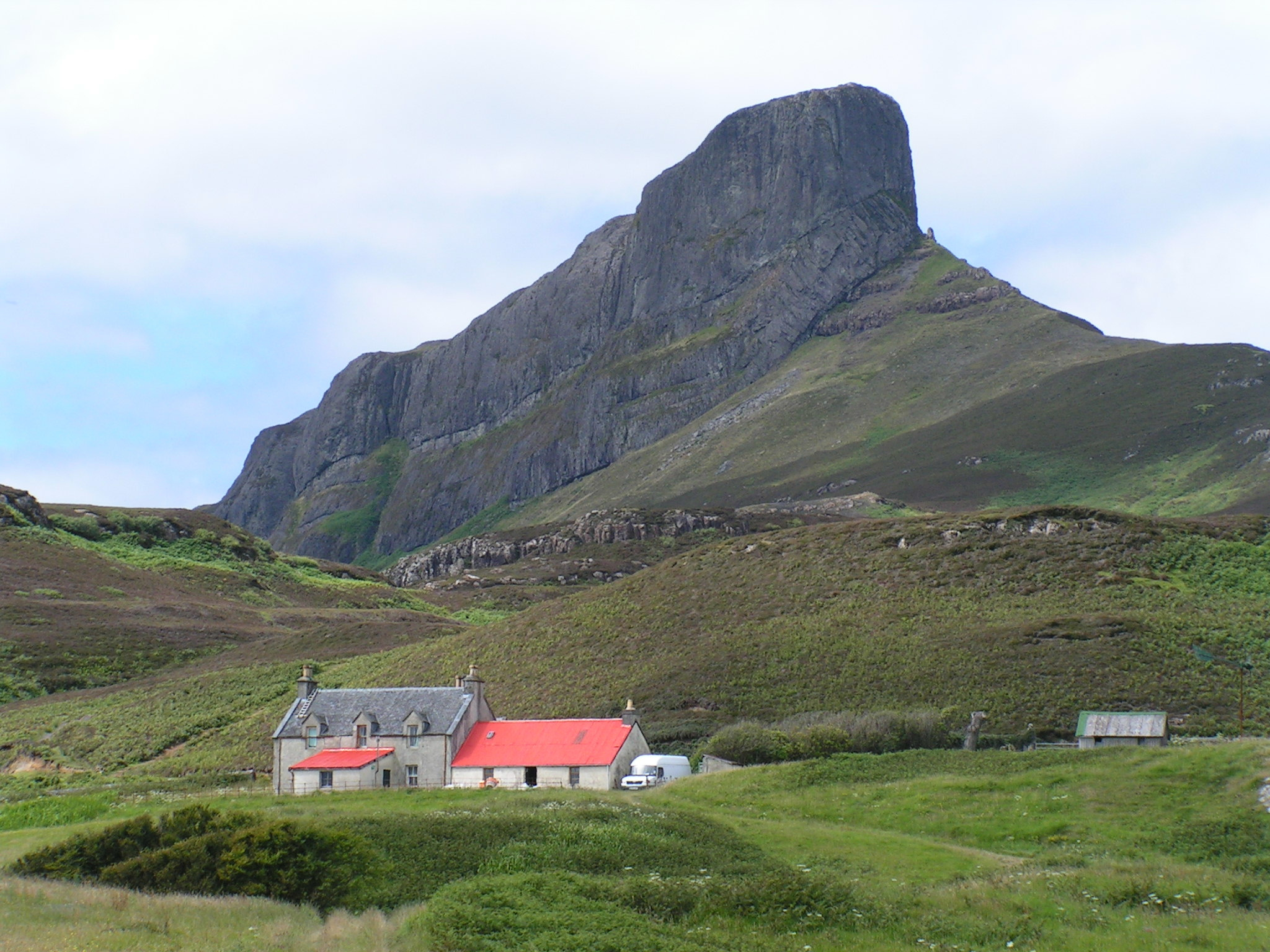
An Sgurr, Eigg

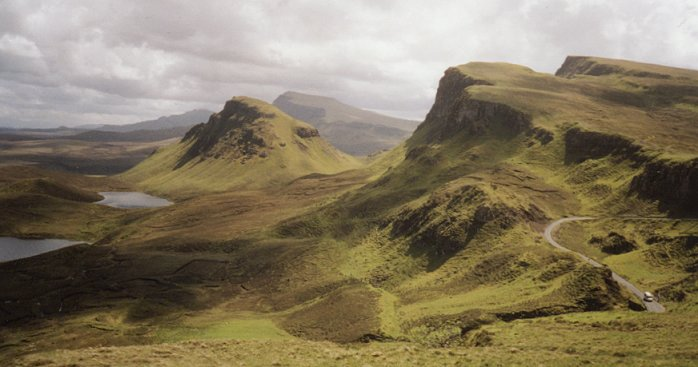
Pinacles de roca a Quiraing, Skye

| Illa                                         | Grup                | Superfície (ha) | Població | Alçada (m) |
| -------------------------------------------- | ------------------- | --------------- | -------- | ---------- |
| Ailsa Craig (Creag Ealasaid)                 | Firth of Clyde      | 99              | 0        | 338        |
| Arran (Eilean Arainn)                        | Firth of Clyde      | 43.201          | 4,629    | 874        |
| Auskerry                                     | Orkney              | 85              | 4        | 18         |
| Baleshare (Am Baile Sear)                    | Uists and Barra     | 910             | 58       | 12         |
| Balta                                        | Shetland            | 80              | 0        | 44         |
| Barra (Barraigh)                             | Uists and Barra     | 5.875           | 1,174    | 383        |
| Barra Head (Beàrnaraigh)                     | Uists and Barra     | 204             | 0        | 193        |
| Benbecula (Beinn nam Fadhla)                 | Uists and Barra     | 8.203           | 1,303    | 124        |
| Berneray (North Uist) (Beàrnaraigh)          | Uists and Barra     | 1.010           | 138      | 93         |
| Bigga                                        | Shetland            | 78              | 0        | 34         |
| Boreray (Boraraigh)                          | St Kilda            | 86              | 0        | 384        |
| Boreray (Boighreigh)                         | Uists and Barra     | 204             | 0        | 56         |
| Bressay                                      | Shetland            | 2.805           | 368      | 226        |
| Brother Isle                                 | Shetland            | 40              | 0        | 25         |
| Bruray                                       | Out Skerries        | 55              | 24       | 53         |
| Burray                                       | Orkney              | 903             | 409      | 80         |
| Bute (Bòid)                                  | Firth of Clyde      | 12.217          | 6,498    | 278        |
| Calf of Eday                                 | Orkney              | 243             | 0        | 54         |
| Calbha Mor                                   | Edrachillis Bay     | 70              | 0        | 67         |
| Calve Island                                 | Illa de Mull        | 72              | 0        | 20         |
| Canna (Canaigh)                              | Small Isles         | 1.130           | 12       | 210        |
| Cara                                         | Islay               | 66              | 0        | 56         |
| Càrna                                        | Illa de Mull        | 213             | 0        | 169        |
| Cava                                         | Orkney              | 107             | 0        | 38         |
| Ceallasaigh Mòr                              | Uists and Barra     | 55              | 0        | 10         |
| Ceallasaigh Beag                             | Uists and Barra     | 46              | 0        | 10         |
| Ceann Ear                                    | Monach Islands      | 203             | 0        | 17         |
| Ceann Iar                                    | Monach Islands      | 154             | 0        | 19         |
| Coll (Cola)                                  | Illa de Mull        | 7.685           | 195      | 104        |
| Colonsay (Colbhasa)                          | Islay               | 4.074           | 124      | 143        |
| Copinsay                                     | Orkney              | 73              | 0        | 64         |
| Danna                                        | Islay               | 315 *           | 1        | 54         |
| Davaar (Eilean Dà Bhàrr)                     | Firth of Clyde      | 52 *            | 0 °      | 115        |
| Dunglass Island (F)                          | River Conon         | 40 *            | 0        | 8          |
| Easdale (Eilean Èisdeal)                     | Slate Islands       | <20 *           | 59       | 38         |
| East Burra                                   | Shetland            | 515             | 76       | 81         |
| Eday                                         | Orkney              | 2.745           | 160      | 101        |
| Egilsay                                      | Orkney              | 650             | 26       | 35         |
| Eigg (Eige)                                  | Small Isles         | 3.049           | 83       | 393        |
| Eileach an Naoimh                            | Garvellachs         | 56              | 0        | 80         |
| Eilean Bàn (Lochalsh)                        | Consell de Highland | <10 *           | 0 °      | 5          |
| Eilean Chaluim Chille                        | Lewis and Harris    | 85              | 0        | 43         |
| Eilean Chearstaidh                           | Lewis and Harris    | 77              | 0        | 37         |
| Eilean dà Mhèinn                             | Islay               | 3 *             | 1        | 16         |
| Eilean Donan                                 | Highland            | <1 *            | 0 °      | 3          |
| Eilean Dubh Mòr                              | Slate Islands       | 65              | 0        | 53         |
| Eilean Fladday                               | Inner Hebrides      | 120             | 0        | 39         |
| Eilean Liubhaird                             | Lewis and Harris    | 125             | 0        | 76         |
| Eilean Macaskin                              | Islay               | 50              | 0        | 65         |
| Eilean Meadhonach                            | Crowlin Islands     | 77              | 0        | 54         |
| Eilean Mhic Chrion                           | Islay               | 54 *            | 0        | 63         |
| Eilean Mòr                                   | Crowlin Islands     | 170             | 0        | 114        |
| Eilean Mòr (F)                               | Lewis               | 59 *            | 0        | 64         |
| Eilean nan Ròn                               | Highland            | 138             | 0        | 76         |
| Eilean Righ                                  | Islay               | 86              | 0        | 55         |
| Eilean Shona                                 | Small Isles         | 525             | 2        | 265        |
| Eilean Sùbhainn (F)                          | Loch Maree          | 118 *           | 0        | 36         |
| Eilean Tigh                                  | Skye                | 54              | 0        | 111        |
| Eilean Tioram                                | Small Isles         | 2 *             | 6        | 10         |
| Eilean Trodday                               | Skye                | 42              | 0        | 45         |
| Eileanan Iasgaich                            | Uists and Barra     | 50              | 0        | 23         |
| Ensay (Easaigh)                              | Uists and Barra     | 186             | 0        | 49         |
| Eorsa                                        | Illa de Mull        | 122             | 0        | 98         |
| Eriska (Aoraisge)                            | Loch Linnhe         | 310 *           | -        | 47         |
| Eriskay (Èirisgeigh)                         | Uists i Barra       | 703             | 143      | 185        |
| Erraid (Eilean Earraid)                      | Illa de Mull        | 187             | 6        | 75         |
| Eynhallow                                    | Orkney              | 75              | 0        | 30         |
| Fair Isle                                    | Shetland            | 768             | 68       | 217        |
| Fara                                         | Orkney              | 295             | 0        | 43         |
| Faray                                        | Orkney              | 180             | 0        | 32         |
| Fetlar                                       | Shetland            | 4.078           | 61       | 158        |
| Fiaraidh                                     | Uists and Barra     | 41              | 0        | 30         |
| Flodaigh                                     | Uists and Barra     | 145 *           | 7        | 20         |
| Flodaigh Mòr                                 | Uists and Barra     | 58              | 0        | 28         |
| Flodday (Barra)                              | Uists and Barra     | 40              | 0        | 41         |
| Flotta                                       | Orkney              | 876             | 80       | 58         |
| Foula                                        | Shetland            | 1.265           | 38       | 418        |
| Fraoch-eilean                                | Uists and Barra     | 55              | -        | 11         |
| Fuaigh Mòr (Vuia Mòr)                        | Lewis and Harris    | 84              | 0        | 67         |
| Fuday (Fùideigh)                             | Uists and Barra     | 232             | 0        | 89         |
| Fuiay (Fùidheigh)                            | Uists and Barra     | 84              | 0        | 107        |
| Gairsay                                      | Orkney              | 240             | 3        | 102        |
| Garbh Eileach                                | Garvellachs         | 142             | 0        | 110        |
| Garbh Eilean                                 | Shiant Islands      | 143             | 0        | 160        |
| Garbh Eilean (Loch Maree) (F)                | Loch Maree          | 65 *            | 0        | 25         |
| Gigha (Giogha)                               | Islay               | 1.395           | 163      | 100        |
| Gighay (Gioghaigh)                           | Uists and Barra     | 96              | 0        | 95         |
| Glims Holm                                   | Orkney              | 55              | 0        | 32         |
| Gometra (Gòmastra)                           | Illa de Mull        | 425             | 2        | 155        |
| Graemsay                                     | Orkney              | 409             | 28       | 62         |
| Great Bernera (Beàrnaraigh Mòr)              | Lewis and Harris    | 2.122           | 252      | 87         |
| Great Cumbrae (Cumaradh Mòr)                 | Firth of Clyde      | 1.168           | 1.376    | 127        |
| Grimsay (Griomasaigh)                        | Uists and Barra     | 833             | 169      | 22         |
| Grimsay South (Griomasaigh)                  | Uists and Barra     | 117 *           | 20       | 20         |
| Gruinard Island (Eilean Ghruinneard)         | Consell de Highland | 196             | 0        | 106        |
| Gunna (Gunnaigh)                             | Illa de Mull        | 69              | 0        | 35         |
| Handa (Eilean Shannda)                       | Consell de Highland | 309             | 0        | 123        |
| Hascosay                                     | Shetland            | 275             | 0        | 30         |
| Hellisay (Theiliseigh)                       | Uists and Barra     | 142             | 0        | 79         |
| Hermetray (Thearmatraigh)                    | Uists and Barra     | 72              | 0        | 35         |
| Hildasay                                     | Shetland            | 108             | 0        | 32         |
| Hirta (Hiort)                                | St Kilda            | 670             | 0        | 430        |
| Holm of Grimbister                           | Orkney              | 16              | 3        | 8          |
| Holy Isle (Eilean MoLaise)                   | Firth of Clyde      | 253             | 31       | 314        |
| Horse Island                                 | Summer Isles        | 53              | 0        | 60         |
| Housay                                       | Out Skerries        | 163             | 50       | 53         |
| Hoy                                          | Orkney              | 13.458          | 419      | 479        |
| Hunda                                        | Orkney              | 100             | 0        | 41         |
| Inchcailloch (F) (Innis nan Cailleach)       | Lock Laomainn       | 50              | 0        | 85         |
| Inchcolm (Innis Choluim)                     | Firth of Forth      | 9 *             | 0 °      | 34         |
| Inchfad (F) (Innis Fhada)                    | Lock Laomainn       | c.40 *          | 1        | 24         |
| Inch Kenneth (Innis Choinnich)               | Illa de Mull        | 55              | 0        | 49         |
| Inchlonaig (F)                               | Lock Laomainn       | 80              | 0        | 62         |
| Inchmarnock (Innis Mheàrnaig)                | Firth of Clyde      | 266             | 0        | 60         |
| Inchmurrin (F) (Innis Mheadhrain)            | Lock Laomainn       | 120             | 8        | 89         |
| Inchtavannach (F) (Innis Taigh a' Mhanaich)  | Lock Laomainn       | 70              | 3        | 84         |
| Inner Holm                                   | Orkney              | 2 *             | 1        | 7          |
| Innis Chonain (F)                            | Loch Awe            | 8 *             | 5        | 62         |
| Iona (Ì Chaluim Chille)                      | Illa de Mull        | 877             | 177      | 100        |
| Isay (Ìosaigh)                               | Skye                | 60              | 0        | 28         |
| Islay (Ìle)                                  | Islay               | 61.956          | 3,228    | 491        |
| Isle Martin (Eilean Mhàrtainn)               | Summer Isles        | 157             | 0        | 120        |
| illa d'Ewe (Eilean Iùbh)                     | Consell de Highland | 309             | 7        | 72         |
| illa de May (Eilean Mhàigh)                  | Firth of Forth      | 45              | 0        | 50         |
| Isle Ristol (Eilean Ruisteil)                | Summer Isles        | 225 *           | 0        | 71         |
| Jura (Diùra)                                 | Islay               | 36.692          | 196      | 785        |
| Kerrera (Cearrara)                           | Firth of Lorne      | 1.214           | 34       | 189        |
| Killegray (Ceileagraigh)                     | Lewis and Harris    | 176             | 0        | 45         |
| Kirkibost (Eilean Chirceboist)               | Uists and Barra     | 205             | 0        | 7          |
| Lamba                                        | Shetland            | 43              | 0        | 35         |
| Lamb Holm                                    | Orkney              | 40              | 0        | 20         |
| Lewis and Harris (Leòdhas agus na Hearadh)   | Lewis and Harris    | 217.898         | 21,031   | 799        |
| Linga (Muckle Roe)                           | Shetland            | 70              | 0        | 69         |
| Linga (Yell)                                 | Shetland            | 45              | 0        | 26         |
| Linga Holm                                   | Orkney              | 57              | 0        | 10         |
| Lismore (Lios Mòr)                           | Loch Linnhe         | 2.351           | 192      | 127        |
| Little Bernera (Beàrnaraigh Beag)            | Lewis and Harris    | 138             | 0        | 41         |
| Little Colonsay (Colbhasa Beag)              | Illa de Mull        | 88              | 0        | 61         |
| Little Cumbrae (Cumaradh Beag)               | Firth of Clyde      | 313             | 0        | 123        |
| Longa Island (Longa)                         | Consell de Highland | 126             | 0        | 70         |
| Longay (Longaigh)                            | Skye                | 50              | 0        | 67         |
| Luing (Luinn)                                | Slate Islands       | 1.430           | 195      | 94         |
| Lunga                                        | Slate Islands       | 254             | 0 °      | 98         |
| Lunga                                        | Treshnish Isles     | 81              | 0        | 103        |
| Mainland (Orkney)                            | Orkney              | 52.325          | 17,162   | 271        |
| Mainland (Shetland)                          | Shetland            | 96.879          | 18,765   | 450        |
| Eilean Mhealasta                             | Lewis and Harris    | 124             | 0        | 77         |
| Mingulay (Miughalaigh)                       | Uists and Barra     | 640             | 0        | 273        |
| Moncrieffe Island (F) (Eilean Mhon Craoibhe) | River Tay           | 46 *            | 3        | 5          |
| Mousa                                        | Shetland            | 180             | 0        | 55         |
| Muck (Eilean nam Muc)                        | Small Isles         | 559             | 27       | 137        |
| Muckle Roe                                   | Shetland            | 1.773           | 130      | 267        |
| Muldoanich (Maol Dòmhnaich)                  | Uists and Barra     | 78              | 0        | 153        |
| Illa de Mull (Muile)                         | illa de Mull        | 87.535          | 2,800    | 966        |
| North Rona (Rònaigh)                         | Atlantic Outlier    | 109             | 0        | 108        |
| North Ronaldsay                              | Orkney              | 690             | 72       | 20         |
| North Uist (Uibhist a Tuath)                 | Uists and Barra     | 30.305          | 1,254    | 347        |
| Noss                                         | Shetland            | 343             | 0        | 181        |
| Oldany Island                                | Highland            | 200 *           | 0        | 104        |
| Oronsay (Hèbrides Interiors) (Orasa)         | Islay               | 543             | 8        | 93         |
| Oronsay (Orasaigh)                           | Uists and Barra     | 85              | 0        | 25         |
| Oronsay (Orasaigh)                           | Illa de Mull        | 230 *           | 0        | 58         |
| Oxna                                         | Shetland            | 68              | 0        | 38         |
| Pabay (Pabaigh)                              | Skye                | 122             | 0        | 28         |
| Pabay Mòr (Pabaigh Mòr)                      | Lewis and Harris    | 101             | 0        | 68         |
| Pabbay (Pabaigh)                             | Uists and Barra     | 250             | 0        | 171        |
| Pabbay (Pabaigh)                             | Lewis and Harris    | 820             | 0        | 196        |
| Papa                                         | Shetland            | 59              | 0        | 32         |
| Papa Little                                  | Shetland            | 226             | 0        | 82         |
| Papa Stour                                   | Shetland            | 828             | 15       | 87         |
| Papa Stronsay                                | Orkney              | 74              | 0 °      | 13         |
| Papa Westray                                 | Orkney              | 918             | 90       | 48         |
| Priest Island (Eilean a' Chlèirich)          | Summer Isles        | 122             | 0        | 78         |
| Raasay (Ratharsair)                          | Skye                | 6.405           | 161      | 443        |
| Ronay (Rònaigh)                              | Uists and Barra     | 563             | 0        | 115        |
| Rousay                                       | Orkney              | 4.860           | 216      | 250        |
| Rùm                                          | Small Isles         | 10.463          | 22       | 812        |
| Samphrey                                     | Shetland            | 66              | 0        | 29         |
| Sanda Island (Àbhainn)                       | Firth of Clyde      | 151             | 0 °      | 123        |
| Sanday (Sanndaigh)                           | Orkney              | 5.043           | 494      | 65         |
| Sanday (Sanndaigh)                           | Small Isles         | 184             | 9        | 59         |
| Sandray (Sanndraigh)                         | Uists and Barra     | 385             | 0        | 207        |
| Scalpay (Sgalpaigh)                          | Skye                | 2.483           | 2        | 392        |
| Scalpay (Sgalpaigh)                          | Lewis and Harris    | 653             | 291      | 104        |
| Scarba (Sgarba)                              | Islay               | 1.474           | 0        | 449        |
| Scarp (An Sgarp)                             | Lewis and Harris    | 1.045           | 0        | 308        |
| Seaforth Island (Eilean Shìphoirt)           | Lewis and Harris    | 273             | 0        | 217        |
| Seil (Saoil)                                 | Slate Islands       | 1.329           | 551      | 146        |
| Sgeotasaigh                                  | Lewis and Harris    | 49              | 0        | 57         |
| Shapinsay                                    | Orkney              | 2.948           | 307      | 64         |
| Shillay (Siolaigh)                           | Lewis and Harris    | 47              | 0        | 79         |
| Shuna (Siuna)                                | Slate Islands       | 451             | 3        | 90         |
| Shuna (Siuna)                                | Loch Linnhe         | 155             | 0        | 71         |
| Skye (An t-Eilean Sgitheanach)               | Skye                | 165.625         | 10,008   | 993        |
| Soay (Sòdhaigh)                              | Skye                | 1.036           | 1        | 141        |
| Soay (Soaigh)                                | St Kilda            | 99              | 0        | 378        |
| Soay Mòr (Sòdhaigh Mòr)                      | Lewis and Harris    | 45              | 0        | 37         |
| South Havra                                  | Shetland            | 59              | 0        | 42         |
| South Rona (Rònaigh)                         | Skye                | 930             | 3        | 125        |
| South Ronaldsay                              | Orkney              | 4.980           | 909      | 118        |
| South Uist (Uibhist a Deas)                  | Uists and Barra     | 32.026          | 1,754    | 620        |
| South Walls                                  | Orkney              | 1.100           | -        | 57         |
| Stockinish Island (Eilean Stocainis)         | Lewis and Harris    | 49              | 0        | 44         |
| Stroma (Sròmaigh)                            | Highland            | 375             | 0        | 53         |
| Stromay (Sròmaigh)                           | Uists and Barra     | 66              | 0        | 16         |
| Stronsay                                     | Orkney              | 3.275           | 349      | 44         |
| Stuley (Stadhlaigh)                          | Uists and Barra     | 45              | 0        | 40         |
| Switha                                       | Orkney              | 41              | 0        | 29         |
| Swona                                        | Orkney              | 92              | 0        | 41         |
| Tahay (Tathaigh)                             | Uists and Barra     | 53              | 0        | 65         |
| Tanera Beag (Tannara Beag)                   | Summer Isles        | 66              | 0        | 83         |
| Tanera Mòr (Tannara Mòr)                     | Summer Isles        | 310             | 4        | 124        |
| Taransay (Tarasaigh)                         | Lewis and Harris    | 1.475           | 0        | 267        |
| Texa                                         | Islay               | 48              | 0        | 48         |
| Tiree (Tiriodh)                              | Illa de Mull        | 7.834           | 653      | 141        |
| Torsa                                        | Slate Islands       | 113             | 0        | 62         |
| Trondra                                      | Shetland            | 275             | 135      | 60         |
| Ulva (Ulbha)                                 | Illa de Mull        | 1.990           | 11       | 313        |
| Unst                                         | Shetland            | 12.068          | 632      | 284        |
| Uyea                                         | Shetland            | 205             | 0        | 50         |
| Vaila                                        | Shetland            | 327             | 2        | 95         |
| Vacsay (Bhacasaigh)                          | Lewis and Harris    | 41              | 0        | 34         |
| Vallay (Bhàlaigh)                            | Uists and Barra     | 260             | 0        | 38         |
| Vatersay (Bhatarsaigh)                       | Uists and Barra     | 960             | 90       | 185        |
| Vementry                                     | Shetland            | 370             | 0        | 90         |
| West Burra                                   | Shetland            | 743             | 776      | 217        |
| West Linga                                   | Shetland            | 125             | 0        | 52         |
| Westray                                      | Orkney              | 4.713           | 588      | 169        |
| Whalsay                                      | Shetland            | 1.970           | 1,061    | 119        |
| Wiay (Fùidheigh)                             | Skye                | 148             | 0        | 60         |
| Wiay (Fùidheigh)                             | Uists and Barra     | 375             | 0        | 102        |
| Wyre                                         | Orkney              | 311             | 29       | 32         |
| Yell                                         | Shetland            | 21.211          | 966      | 205        |

Quatre illes registrades com habitades no consten al cens de 2011: Eilean dà Mhèinn, Eilean Tioram, Holm of Grimbister i Inner Holm.
A contiunuació es llisten les illes que segons National Records of Scotland estan "incloses en el NRS statistical geography for inhabited islands però no tenen residents habituals en el moment del cens de 2001 o de 2011." Cap d'elles excepte Holm és major de 40 ha.
| Illa                                     | Localització     |
| ---------------------------------------- | ---------------- |
| Castle Stalker (Eilean an Stalcaire)     | Firth of Lorn    |
| Eilean Horrisdale (Eilean Thòrathasdail) | Gair Loch        |
| Eilean Loain                             | Loch Sween       |
| Eilean na Cille                          | Uists i Barra    |
| Ensay                                    | Lewis and Harris |
| Inch Kenneth                             | Illa de Mull     |
| Inchlonaig (F)                           | Lock Laomainn    |
| Inchcruin (F)                            | Lock Laomainn    |
| Kisimul Castle (Caisteal Chiosmuil)      | Uists i Barra    |
| Lamb Holm                                | Orkney           |

## Illes d'aigua dolça

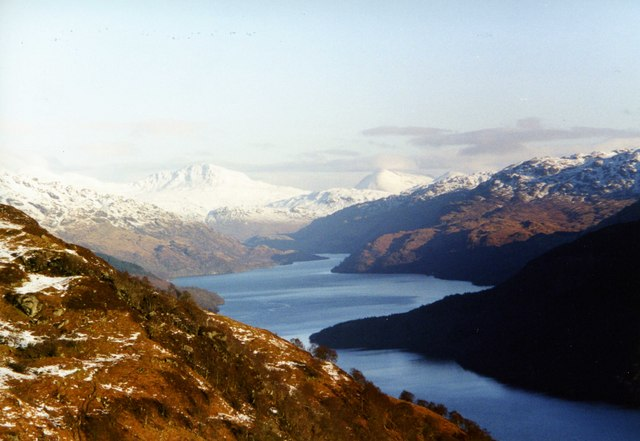
Lock Laomainn des de Beinn Dubh i Creag a t-Seilich

Les illes d'aigua dolça més notables inclouen Lochindorb Castle Island, Loch Leven Castle Island, St Serf's Inch, i Inchmahome, cadascuna de les quals han tingut un paper important en la història d'Escòcia.
Inchmurrin és l'illa d'aigua dolça més gran de les Illes Britàniques. Es troba a Lock Laomainn, que conté unes altres 60 illes. Loch Maree també conté diverses illes, les més gran de les quals són Eilean Sùbhainn, Garbh Eilean i Eilean Ruairidh Mòr.

## Les illes fora de la costa més petites
A continuació es presenta una llista d'illes no habitades més petites de 4 hectàrees.
| Nom                       | Grup d'illes / Localització |
| ------------------------- | --------------------------- |
| Bac Mòr                   | Treshnish Isles             |
| Bass Rock                 | Firth of Forth              |
| Bayble Island             | Lewis and Harris            |
| Bearasaigh                | Loch Ròg                    |
| Belnahua                  | Slate Islands               |
| Bottle Island             | Summer Isles                |
| Brough of Birsay          | Orkney                      |
| Bound Skerry              | Shetland                    |
| Cairn na Burgh Beag       | Treshnish Isles             |
| Cairn na Burgh Mòr        | Treshnish Isles             |
| Calbha Beag               | Edrachillis Bay             |
| Calf of Flotta            | Orkney Islands              |
| Calvay                    | Outer Hebrides              |
| Campaigh                  | Loch Ròg                    |
| Castle Island, Scotland   | Firth of Clyde              |
| Clett                     | Inner Hebrides              |
| Corn Holm                 | Orkney Islands              |
| Craigleith                | Firth of Forth              |
| Craiglethy                | Fowlsheugh                  |
| Cramond Island            | Firth of Forth              |
| Damsay                    | Orkney Islands              |
| Dore Holm                 | Shetland                    |
| Dubh Artach               | Inner Hebrides              |
| Dùn                       | St Kilda                    |
| Dùn Channuill             | Garvellachs                 |
| East Linga                | Shetland Islands            |
| Eilean Chathastail        | Inner Hebrides              |
| Eilean Dubh               | Firth of Clyde              |
| Eilean Ighe               | Arisaig                     |
| Eilean Mhuire             | Shiant Isles                |
| Eilean Mòr, Loch Dunvegan | Skye                        |
| Eyebroughy                | Firth of Forth              |
| Fidra                     | Firth of Forth              |
| Fish Holm                 | Shetland Islands            |
| Fladda                    | Slate Islands               |
| Fladda                    | Treshnish Isles             |
| Flodday near Vatersay     | Uists and Barra             |
| Fuaigh Beag (Vuia Beg)    | Loch Ròg                    |
| Garbh Sgeir               | Inner Hebrides              |
| Gigalum Island            | Inner Hebrides              |
| Gloup Holm                | Shetland Islands            |
| Glunimore Island          | Firth of Clyde              |
| Grunay                    | Out Skerries                |
| Gruney                    | Shetland Islands            |
| Gualan                    | Outer Hebrides              |
| Haaf Gruney               | Shetland Islands            |
| Harlosh Island            | Inner Hebrides              |
| Haskeir                   | Outer Hebrides              |
| Haskeir Eagach            | Outer Hebrides              |
| Hearnish                  | Monach Islands              |
| Helliar Holm              | Orkney Islands              |
| Hestan Island             | Solway Firth                |
| Holm of Faray             | Orkney Islands              |
| Holm of Huip              | Orkney Islands              |
| Holm of Papa              | Orkney Islands              |
| Holm of Scockness         | Orkney Islands              |
| Horse Isle                | Firth of Clyde              |

| Nom                    | Grup d'illes / Localització |
| ---------------------- | --------------------------- |
| Huney                  | Shetland Islands            |
| Inchgarvie             | Firth of Forth              |
| Inchkeith              | Firth of Forth              |
| Inchmickery            | Firth of Forth              |
| Innis Mhòr             | Easter Ross                 |
| Kili Holm              | Orkney Islands              |
| Lady's Holm            | Shetland Islands            |
| Lady Isle              | Firth of Clyde              |
| The Lamb               | Firth of Forth              |
| Little Linga           | Shetland Islands            |
| Little Roe             | Shetland Islands            |
| Linga, Samphrey        | Shetland Islands            |
| Lingeigh               | Outer Hebrides              |
| Lunna Holm             | Shetland Islands            |
| Maiden Island          | Inner Hebrides              |
| Mingay                 | Inner Hebrides              |
| Muckle Flugga          | Shetland Islands            |
| Muckle Green Holm      | Orkney Islands              |
| Muckle Skerry          | Pentland Skerries           |
| Mugdrum Island         | Firth of Tay                |
| Nave Island            | Islay                       |
| North Havra            | Shetland Islands            |
| Oigh-Sgeir             | Inner Hebrides              |
| Orfasay                | Shetland Islands            |
| Ornsay                 | Inner Hebrides              |
| Orsay                  | Inner Hebrides              |
| Out Stack              | Shetland Islands            |
| Pladda                 | Firth of Clyde              |
| Rockall                | North Atlantic              |
| Rough                  | Solway Firth                |
| Rusk Holm              | Orkney Islands              |
| Rysa Little            | Orkney Islands              |
| Scaravay               | Outer Hebrides              |
| Sgat Mòr and Sgat Beag | Firth of Clyde              |
| Sheep Island           | Firth of Clyde              |
| Sibhinis               | Monach Isles                |
| Shillay                | Monach Islands              |
| Soay Beag              | Outer Hebrides              |
| South Isle of Gletness | Shetland Islands            |
| St Ninian's Isle       | Shetland Islands            |
| Stac an Armin          | St Kilda                    |
| Stac Biorach           | St Kilda                    |
| Stac Lee               | St Kilda                    |
| Stac Levenish          | St Kilda                    |
| Staffa                 | Inner Hebrides              |
| Stockay                | Monach Islands              |
| Stuley                 | Outer Hebrides              |
| Sula Sgeir             | oceà Atlàntic               |
| Sule Skerry            | oceà Atlàntic               |
| Sule Stack             | oceà Atlàntic               |
| Sweyn Holm             | Orkney Islands              |
| Tarner Island          | Inner Hebrides              |
| Trialabreac            | Outer Hebrides              |
| Urie Lingey            | Shetland Islands            |
| Uyea, Northmavine      | Shetland Islands            |
| Uynarey                | Shetland Islands            |
| Vacsay                 | Loch Ròg                    |

## Petits arxipèlags

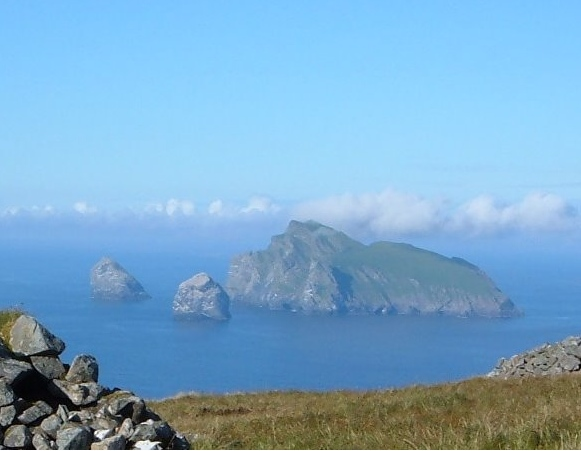
Boreray, Stac Lee, i Stac an Armin (esquerra) des dels heights of Conachair, St Kilda

Inclouen:
| Nom                                | Grup d'illes / Localització |
| ---------------------------------- | --------------------------- |
| Ascrib Islands                     | Skye                        |
| Burnt Islands                      | Firth of Clyde              |
| Crowlin Islands                    | Skye                        |
| Flannan Isles                      | Lewis and Harris            |
| Islands of Fleet                   | Solway Firth (Wigtown Bay)  |
| Garvellachs                        | Firth of Lorn               |
| MacCormaig Islands                 | Islay                       |
| Monach Islands                     | Uists                       |
| Out Skerries                       | Shetland                    |
| Pentland Skerries                  | Orkney                      |
| Rabbit Islands (Eileanan nan Gall) | Highland (N Sutherland)     |
| Ramna Stacks                       | Shetland                    |
| Scalloway Isles                    | Shetland                    |
| Shiant Isles                       | Lewis and Harris            |
| Slate Islands                      | Firth of Lorn               |
| St Kilda                           | Lewis and Harris            |
| Summer Isles                       | Inner Hebrides              |
| Treshnish Isles                    | Illa de Mull                |

## Antigues illes

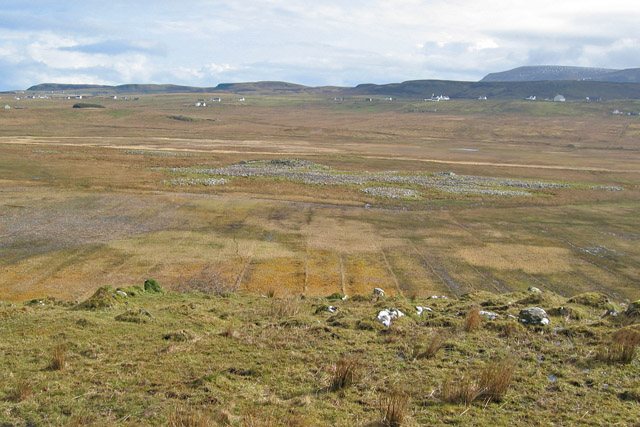
Ruins a Eilean Chaluim Chille, prop de Kilmuir, Skye.

Llista d'antigues illes que ara ja no ho són per haver quedat enllaçades per terra, per construcció de ports etc.
- Scalp na Caoraich, Cridhe An Uisge, Rònach i 'Scalp Phàdraig Mhòir, quatre illetes al delta del Riu Ness a Inverness ja no són illes des del segle xix
- Broch of Clickimin a Loch of Clickimin, Lerwick, a les Shetland. A partir de l'any 200 aquesta illa va quedar permanentment connectada per terra seca.[25]
- Bunglan actualment està connectada amb Samphrey per dos tómbols.
- Eilean-a-beithich era una de les Slate Islands.[26]
- Eilean Chaluim Chille.
- Inchbroach.
- Inch of Culter, antiga illa al riu Dee prop de Maryculter.[27]
- Innis Bheag o Paterson Island prop de Portmahomack a Easter Ross, actualment unida a Morrich More.[28]
- Keith Inch (no s'ha de confondre amb Inchkeith).
- King's Inch.
- North Inch, una de les "Inches" a Perth, Escòcia.
- Rosyth Castle a Firth of Forth.
- Preston Island, una construcció artificial a Low Valleyfield.[29]
- Viking Bergen Island, una illa enfonsada en l'Holocè.
- Whiteinch, actualment una zona de Glasgow.

## Illes unides amb ponts

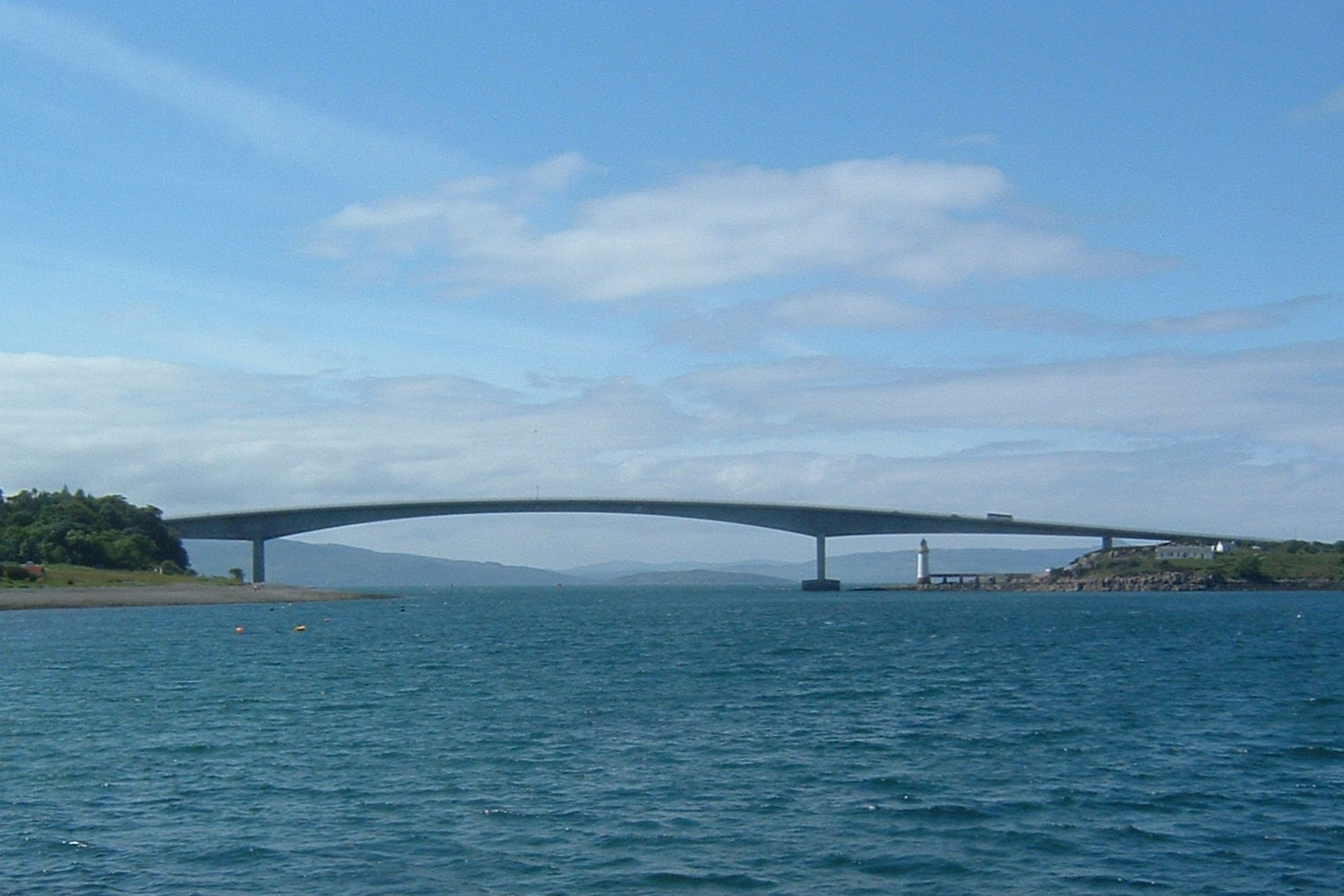
Skye bridge, illa de Skye

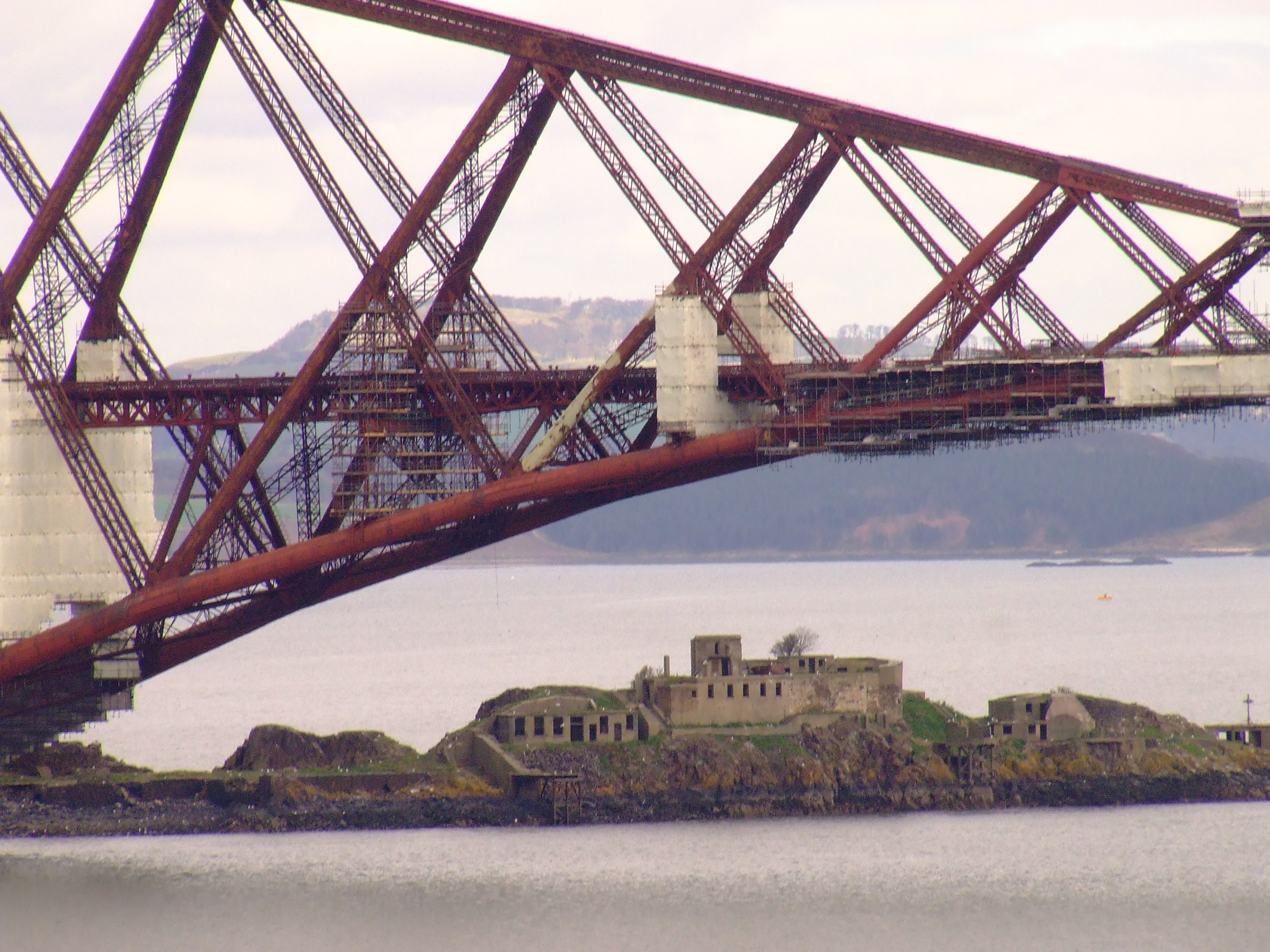
Inchgarvie sota de Forth Bridge

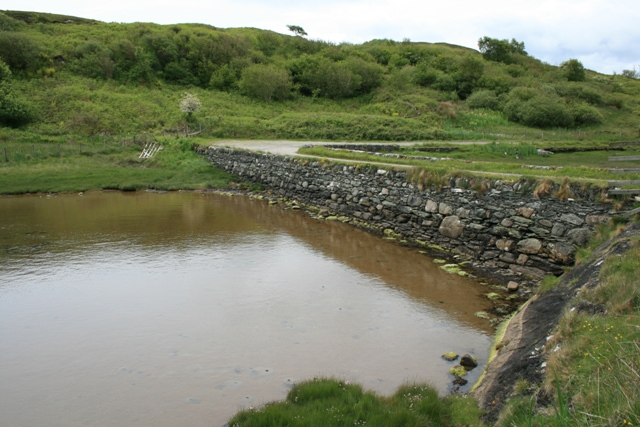
DannaDanna

### Hèbrides exteriors
Inclou les illes de:
- Baleshare
- Benbecula
- Berneray, North Uist
- Eriskay
- Grimsay
- North Uist
- South Uist
- Vatersay, unida a Barra, però no a altres illes.

Al nord, Scalpay i Great Bernera estan connectades amb Lewis and Harris.

### Inner Hebrides
- illa de Skye està connectada a l'illa principal pel pont Skye Bridge que ara incorpora Eilean Bàn.
- Eilean Donan
- Eriska
- Seil via Telford's 1792 "Pont sobre l'Atlàntic".
- Danna

### Illes Orkney

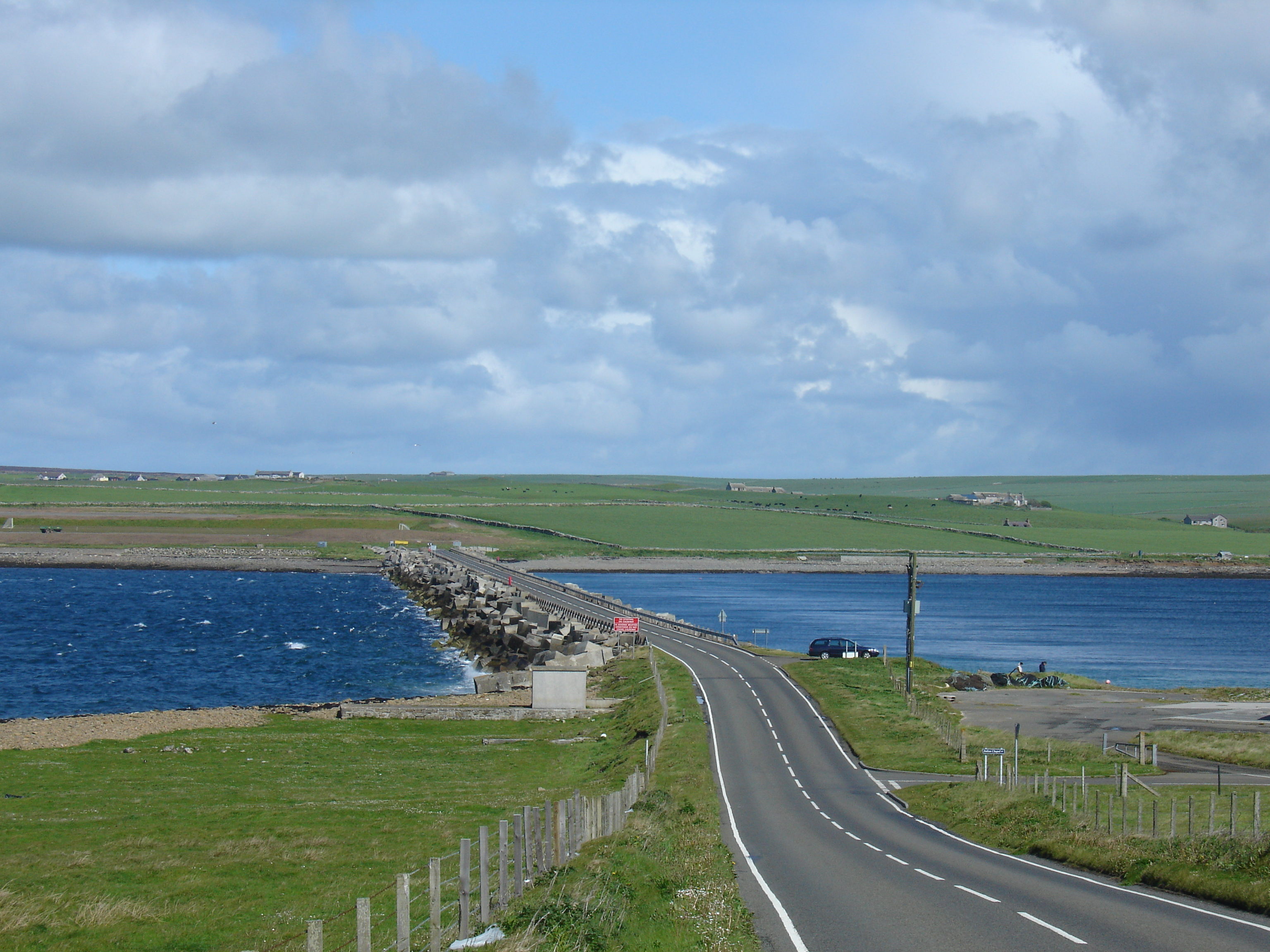
Churchill Barrier

De manera similar, 4 illes Orkney estan unides a Orkney Mainland per una sèrie de causeways coneguts com a Churchill Barriers. Són:
- South Ronaldsay
- Burray
- Lamb Holm
- Glims Holm

Hunda està connectada a Burray via una carretera elevada.

### Illes Shetland
Diverses illes Shetland estan unides a Shetland Mainland:
- West Burra i East Burra (via Trondra)
- Muckle Roe
- Trondra
- Broch of Clickimin és un illot en aigües dolces unit a la terra ferma.[30]

També hi ha un pont des de Housay a Bruray.

### Altres
Diverses altres illes estan connectades per ponts o carreteres elevades a la terra ferma o a altres illes, inclouen:
- Inchgarvie (part de Forth Bridge), unida a Fife i Lothian a la Mainland.
- Garbh Eilean unida a la terra ferma per Kylesku Bridge.
- Innis Chonan, una illa habitada a Loch Awe connectada a la terra ferma per un pont

## Illes de marea i tómbols

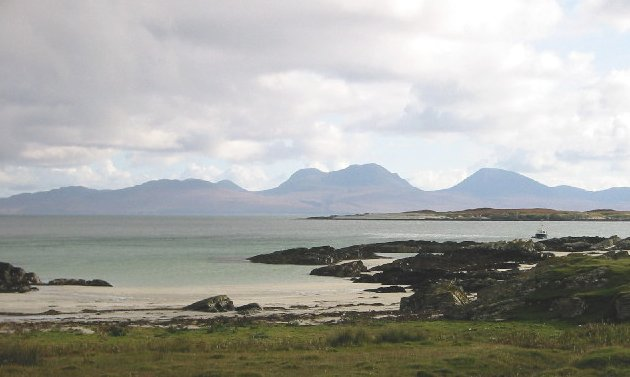
Una platja a Oronsay per Colonsay

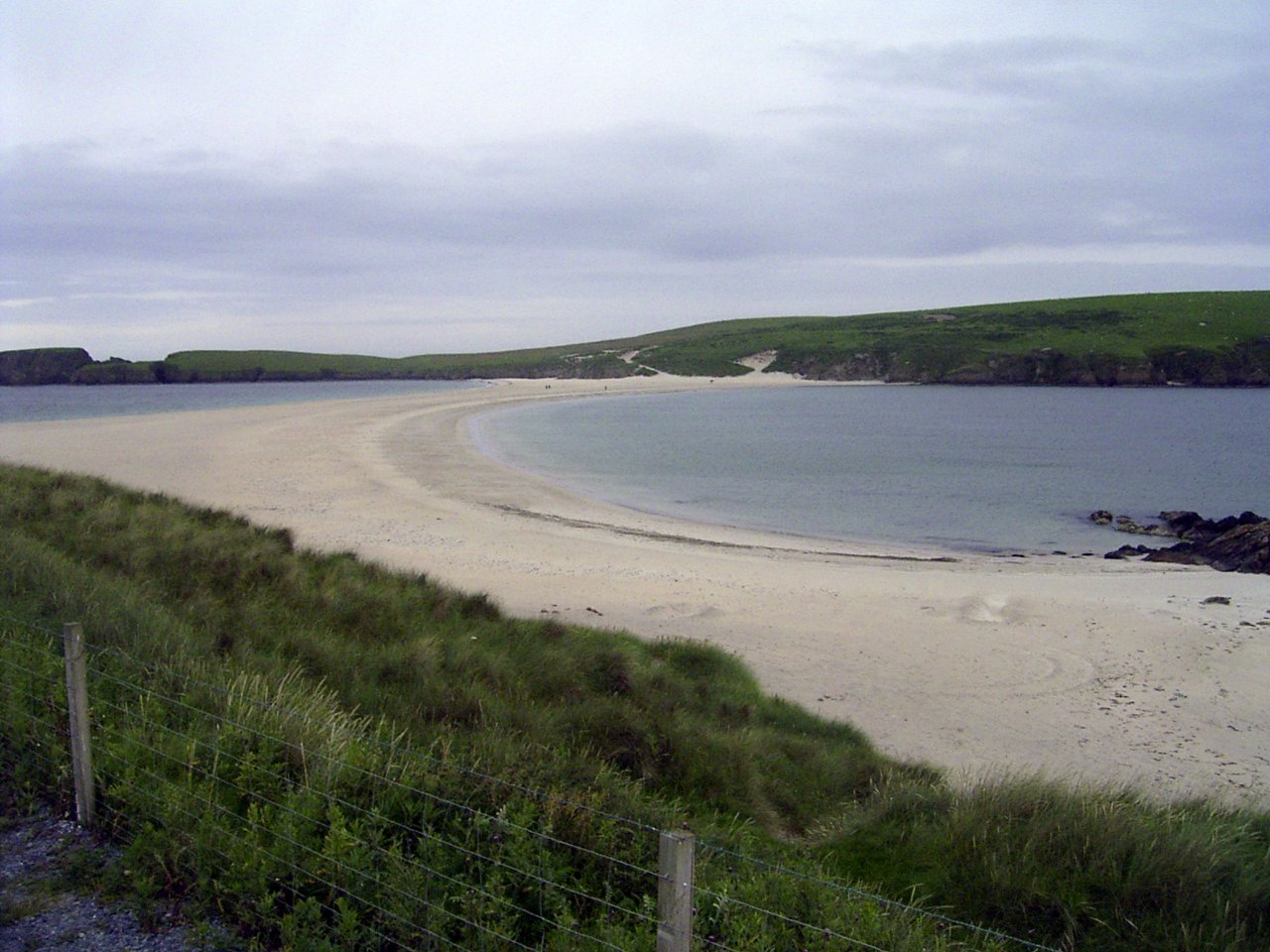
St Ninian's Isle i tómbol

A Escòcia i ha nombrosos illots de marea, que inclouen :
- Baleshare
- Bernera
- Calve Island
- Castle Island
- Corn Holm
- Cramond Island
- Davaar Island
- Eilean Mhic Chrion
- Eilean Shona
- Eriska
- Erraid
- Helliar Holm
- Kili Holm
- Isle Ristol
- Sanday
- Torsa

Oronsay siginifica "illa ebb".

## Illes castell

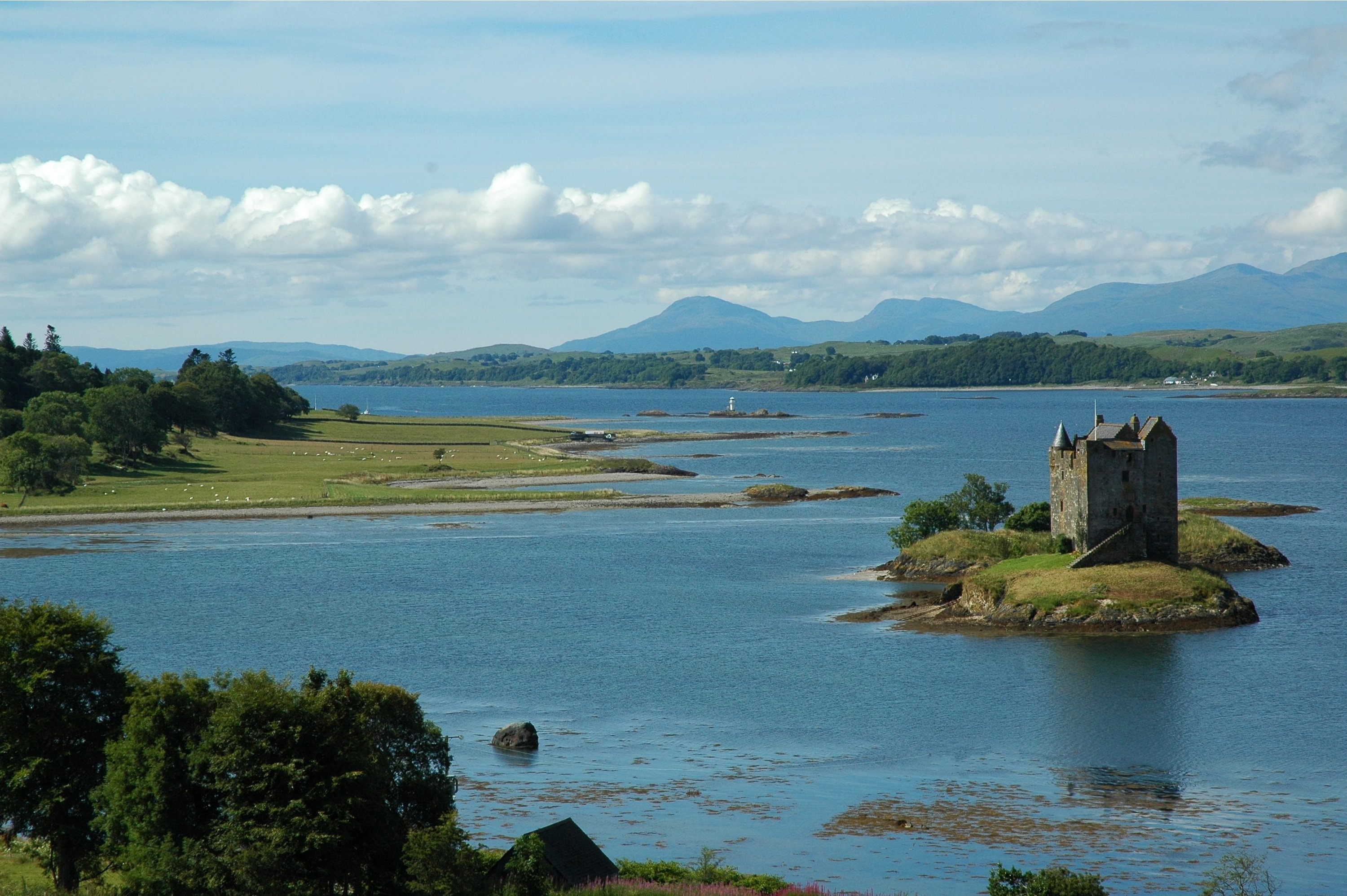
Castle Stalker, en la pel·lícula Monty Python and the Holy Grail

Els exemples inclouen:
- Bass Rock
- Broch of West Burrafirth
- Castle Island
- Calvay
- Castle Stalker
- Castle Tioram
- Eilean Aigas (F)
- Eilean Dearg, Loch Riddon
- Eilean Donan
- Inchtalla (F)
- Inveruglas Isle (F)
- Kilchurn Castle (F)
- Kisimul Castle
- Lochindorb Castle (F)
- Loch Leven Castle (F)
- Mousa
- Threave Castle (F)
- Wyre, Orkney

## Illes sagrades

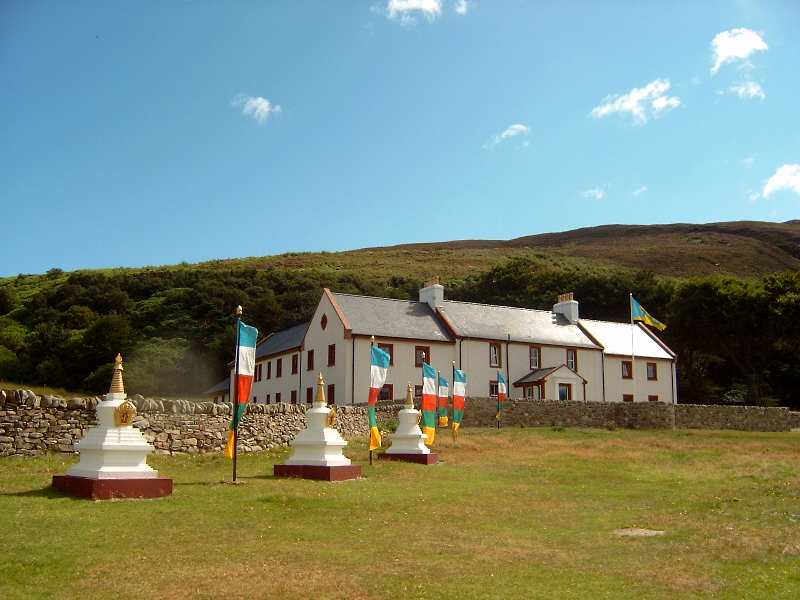
El centre budista tibetà a Holy Isle

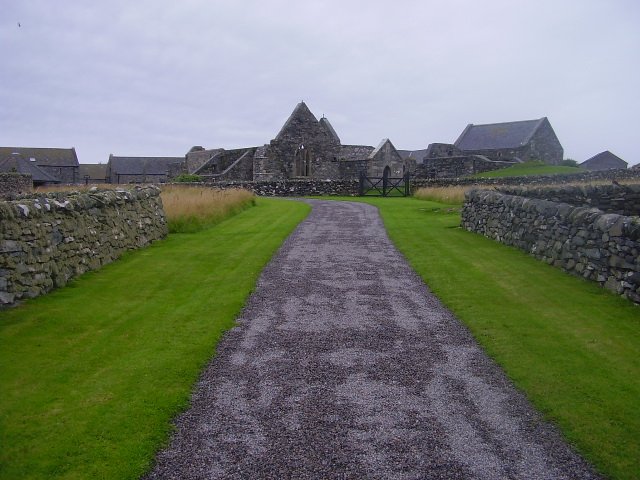
Priorat d'Oronsay

Les més notables inclouen:
- Davaar Island
- Egilsay
- Eynhallow
- Holy Isle
- Inchcolm
- Inch Kenneth
- Inchmahome (F)
- Iona
- Isle Maree
- North Rona
- Oronsay
- Papa Stronsay
- St Ninian's Isle
- St Serf's Inch (F)
- Tiree ("land of Iona")

## Illes que porten el nom d'una persona
- Eilean Chaluim Chille - Sant Columba
- Davaar Island - Sant Barr
- Eilean Donan - Sant Donan
- Flannan Isles - Saint Flannan
- Frank Lockwood's Island (sud de Lochbuie, Mull)
- Inchcolm - Sant Columba
- Inch Kenneth - Sant Kenneth
- Inchmarnock - Sant Mearnag
- Inchmahome (F) - Saint Colmag
- Inchmurrin (F) - Saint Meadhran/Mirin
- Innis Chonan (F) - Sant Conan
- Isle Maree (F) - Maelrubha
- Isle Martin - Sant Martí de Tours
- North Rona - Sant Ronan
- St Serf's Inch (F) - Sant Serf
- Sweyn Holm – Sweyn Asleifsson
- Taransay - Sant Taran

## Llocs anomenats "island" o similar que no són illes

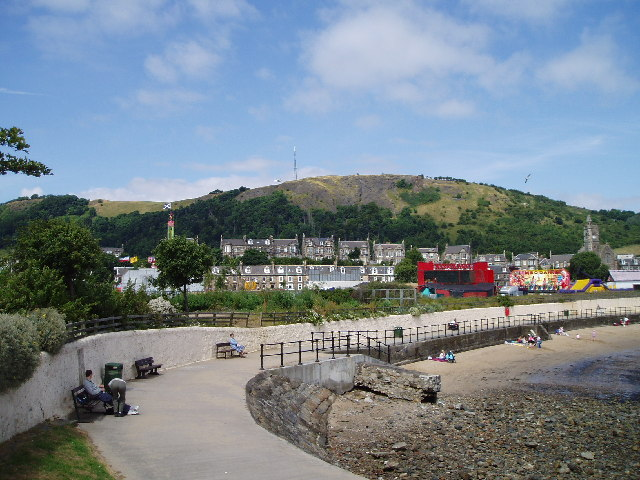
Burntisland - ja no és una illa

Alguns llocs d'Escòcia que tenen un nom que inclou "isle" o "island" no són illes. Inclouen:
| Nom                             | Grup insular / Localització |
| ------------------------------- | --------------------------- |
| Black Isle (An t-Eilean Dubh)   | Ross and Cromarty           |
| Burntisland                     | Fife                        |
| Gluss Isle                      | Shetland                    |
| illa de Harris (Na Hearadh)     | Outer Hebrides              |
| illa de Lewis (Eilean Leòdhais) | Outer Hebrides              |
| Isleornsay (Eilean Iarmain)     | Skye                        |
| Islesteps (sud de Dumfries)     | Dumfries and Galloway       |
| illa de Whithorn                | Dumfries and Galloway       |

### Altres elements

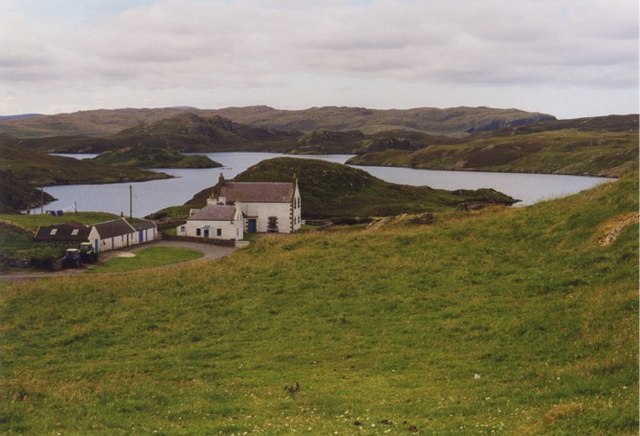
Vementry Farm, a Mainland Shetland, amb Isle of Vementry

El terme "inch" (innis) pot significar illa (per exemple, Inchkenneth, Inchcolm), però també es fa servir per terra ferma envoltada per un aiguamoll, per exemple, Markinch, Insch.
Eilean és la paraula en gaèlic escocès per a "illa". Tanmateix, Inistrynich, Eilean na Maodail, Eilean Dubh i Liever Island són tots ells promontoris a Loch Awe. Igualment Eilean Aoidhe a Loch Fyne. La Black Isle és també An t-Eilean Dubh en gaèlic, mentre que Eilean Glas forma part de Scalpay.
"-holm" és un sufix comú en diversos llocs de l'interior, per exemple, Langholm, Kirk Yetholm, Holmhead (per Cumnock), Holmhill (proper a Thornhill, Nithsdale).

### Illes que reben el nom de zones de terra ferma
Per exemple, Vementry; Oldany Island; Cramond Island; i Eilean Mhealasta a les Outer Hebrides, que rep el nom de Mealista a Lewis.

## Crannogs

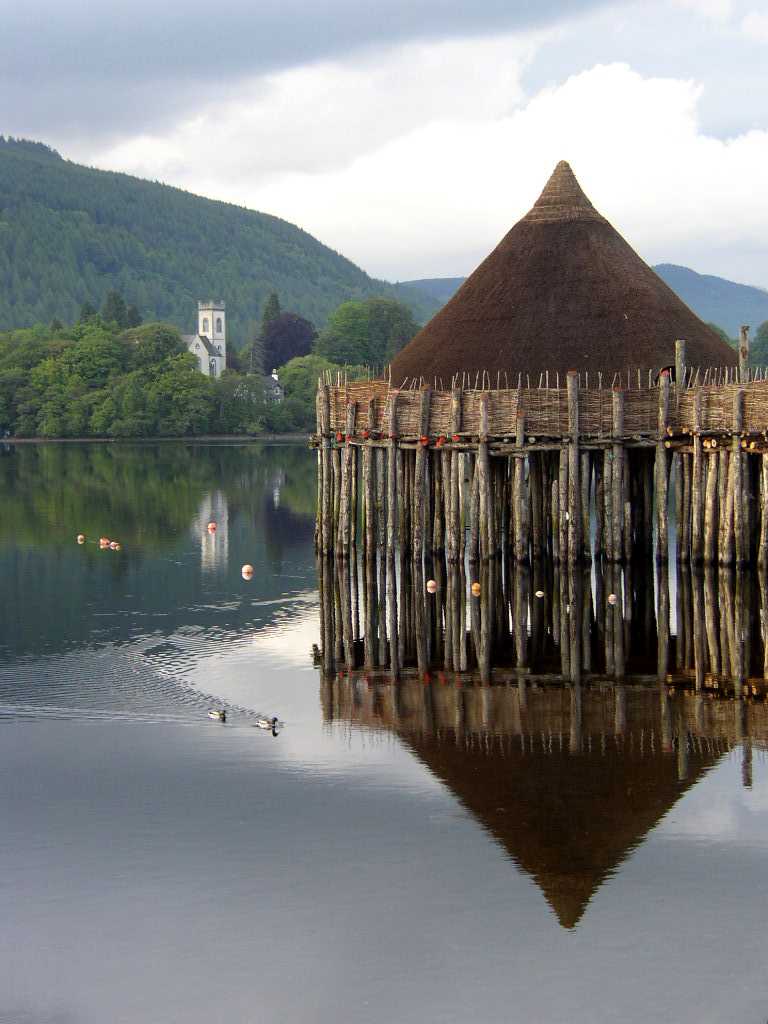
Reconstrucció moderna d'un crannog a Loch Tay

Els crannogs són illes artificials prehistòriques creades en els llacs. Actualment apareixen com illetes circulars d'entre 10–30 metres de diàmetre. Els exemples a Escòcia inclouen:
- Breachacha a Coll
- Cherry Island al Loch Ness
- Dùn Anlaimh a Coll
- Eilean Dòmhnuill a North Uist
- Keppinch (o The Kitchen) al Lock Laomainn